# 魔王軍 (ダイの大冒険)
魔王軍（まおうぐん）は、堀井雄二（監修）・三条陸（原作）・稲田浩司（作画）による漫画『DRAGON QUEST -ダイの大冒険-』、およびそれを原作とするスピンオフ漫画、アニメ、ゲームに登場する架空の軍の名称であり、DRAGON QUEST -ダイの大冒険- の登場人物の一部である。
本項目では便宜上、魔王軍と呼ばれる組織以外の、魔界の諸勢力に所属する人物についても解説する。
劇場版アニメ「ドラゴンクエスト ダイの大冒険 起ちあがれ!!アバンの使徒」「ドラゴンクエスト ダイの大冒険 ぶちやぶれ!!新生6大将軍」オリジナルの魔王軍メンバーについては、各作品の頁を参照。
担当声優は1991年版TVアニメ（テレビアニメ第1作） / 2020年版TVアニメ（テレビアニメ第2作）の順。1人のみ記載の場合は、特別記載がなければアニメ第2作版のキャスト。

## ハドラーの魔王軍
地上を征服しようと目論んでいたハドラー率いる軍勢。物語開始の15年前、アバン＝デ＝ジニュアール3世一行によってハドラーが倒されたことにより、魔王の魔力から解放され邪悪さを失った配下の怪物は南海のデルムリン島に移り住む。後のバーン率いる魔王軍と区別するため、「旧魔王軍」と呼称される場合もある。
原作漫画やアニメではそれほど掘り下げられて描かれていないが、スピンオフ漫画『ドラゴンクエスト ダイの大冒険 勇者アバンと獄炎の魔王』（以下、『勇者アバンと獄炎の魔王』）では、アバンが勇者だった時代が舞台となり、魔王軍の詳細も描かれいる。
ハドラー
声 - 青野武 / 関智一
魔王軍の司令塔。かつてアバンに倒されたが、後に復活する。

### ハドラー四天王
ハドラーの側近を務める4名からなる怪物。『勇者アバンと獄炎の魔王』第1話にて成員が公表された。

#### バルトスとその配下
バルトス
声 - 平野正人 / 渡辺いっけい
捨てられていたヒュンケルの親代わりとなった地獄の騎士（骸骨剣士属）。地底魔城のハドラーの間に通じる地獄門を守護していた。
魔王軍でありながらも騎士道精神に溢れた優しい性格で、ヒュンケルを可能な限りの愛情を注いで育てる。「アバンのせいで死んだ（ハドラーの死で魔力が途絶え消滅した）」とヒュンケルは考えていたが、実際にはアバンとの対決でヒュンケルが贈った紙の首飾りに気付いたアバンに見逃されたことから敗北を認め、ヒュンケルのことをアバンに託して、自らはハドラーの死と共に滅びるつもりだった。実際は、死の直後にハドラーがバーンによって蘇生されていたために消滅していなかったが、勇者と和解し地獄門の素通りを許したことに激怒したハドラーに（失態以上に、彼が人間のような騎士道精神や情愛を持っていたことも気に入らず）処刑されたことが真相だった。
死の間際、自分の死の真相とヒュンケルに対する感謝をメッセージとして、地底魔城の隠し部屋に置かれていた、魂の貝殻に込めて残した。脱出中のマァムとゴメちゃんが、これを発見し、ヒュンケルに聞かせたことで、ヒュンケルはバルトスの死の真相を知ることになる。
登場当時の誌上インタビューでは、「ブラス同様、ハドラー軍の一角（バーン軍で言うところの不死騎団長のような役目）を担っていた」と設定されており、そのため人間の子供であるヒュンケルを拾って育てるなどという酔狂が許されていた。当初の予定では「もう1体、軍団長を考え、その3体の活躍などを短編として描きたい」としていた。
『勇者アバンと獄炎の魔王』
6本の腕を持ち、6本の剣を背中に背負い、他の部下（ブラス・キギロ・ガンガディア）とともに登場。マントを羽織っている事が多い。作品開始時点で既にヒュンケルを拾っていて、第1話時点から星の首飾りも装着している（第2話でブラスをデルムリン島に見送る際、ヒュンケルを目撃されている）。なお、同話では、ハドラーもヒュンケルの育成を許可している事が判明している。また、ハドラーが死ぬと自身も消滅してしまうのは、禁呪法でハドラーに作られたからだということも明かされ、ヒュンケルもそのやりとりを聞いていた。
- 技 - 不動地獄剣

キラーマシーン
対勇者用にハドラーが制作した兵器。
魔王の魔力によって、作動するものであり、ハドラー亡き後（実際はバーンに助けられ、眠りについてから）は機能停止していた。スピンオフ『勇者アバンと獄炎の魔王』では詳細が明かされて、アバン一行を抹殺する為にガンガディアが完成したばかりのキラーマシーンをアバン一行が滞在していたパプニカに差し向けたが、アバンとロカが放った豪破一刀によって頭部を切断されて、機能停止したことが判明する。しかし、パプニカ王国のテムジンの手で改造され、本編でバロンが乗り込み、その魔法力で操作した。
魔法耐性の高さから、ブラスのメラミやダイのバギクロスにもビクともしなかったが、ダイのパプニカのナイフの集中攻撃で付けられた亀裂からベギラマの熱を注ぎ込まれ、バロンが行動不能になったことで機能停止する。アニメ第2作では、魔法の筒から召喚されている。
当初の予定では、バルトスやブラスとともに旧魔王軍の幹部として登場させる予定だった。
『ドラゴンクエストダイの大冒険 クロスブレイド』ではキラーマシン テムジン改造verとして、『ドラゴンクエストウォーク』ではバロン版キラーマシンとして登場。
グランナード
地底魔城にアバン一行に突入した直後、ハドラーが禁呪法で急遽に生み出した岩石生命体。地底魔城を構成する花崗岩で構成された身体を持ち、地底魔城の地面や壁に同化・融合し、自在に操作する能力を持つ。後に本編の二年前にハドラーの禁呪法で生み出されたフレイザードのプロトタイプと言うべき存在で、顔や性格、口調まで酷似している。自分と同じくハドラーの禁呪法で先に創造されたバルトスを「兄貴」と呼び一応の敬意を示してはいるが、「勇者達は自分が倒すから兄貴の出番はねぇ」といった挑発的な態度もとっており、バルトスからは「品のない奴」と言われ良く思われていない。
地底魔城の魔王の間の入り口である「地獄門」に通じる花崗岩の一本道の通路で、地中から出現してアバンとレイラを襲撃。アバンの空裂斬も花崗岩で即座に作った三重の壁で防ぐなど、地底魔城で戦う限り圧倒的に有利だと豪語し二人をまとめて葬ろうとするが、アバンの冠を破壊しアバンの鎧を半壊した後、先にアバンを行かせたレイラがバギマで花崗岩を崩し「地獄門」への入り口を塞いだことで足止めされ、彼女との一騎討ちになる。影女に姿を変えたレイラにスピードで上回られながらも彼女のナックルを破壊するなど追い詰めるが、レイラに挑発され激昂して必要以上の大技で仕留めようとしたことが仇となり、隙を突かれて胸にある核（コア）に聖なる杖を突き立てられ、そこへ続けざまのハンマースピアの一撃で聖なる杖を深く打ち込まれて核を破壊され敗北。最期は全身が崩壊しながら呪いの言葉をレイラに吐きかけるも一蹴され、彼女に頭を踏み潰されて消滅する。

#### ブラスとその配下
ブラス（鬼面道士）
声 - 田の中勇（テレビアニメ）、滝口順平（劇場アニメ版第1作） / 緒方賢一
種族は『ドラゴンクエストIII そして伝説へ…』に登場した魔道士属の怪物「鬼面道士」。原作初期や1991年版TVアニメではゲームの通り赤色で描かれていたが、後の原作や2020年版TVアニメでは薄い青色で描かれる。ゲームでは『ドラゴンクエストモンスターズ ジョーカー3 プロフェッショナル』で登場。名前由来は妖怪の油すましから。
魔王配下時代
連載当初の設定としては魔王を知る理由として、ただの鬼面道士ではなくバーン軍で言うところの妖魔士団長のような役目を担っていたとされ、呪文のレパートリーもゲームの鬼面道士より豊富。ゴメちゃんがでろりんたちに連れ去られた際に、ダイに渡した魔界のモンスター（『ドラゴンクエストIV 導かれし者たち』のモンスター）の入った金の魔法の筒について「魔王からもらった」と発言している。
『勇者アバンと獄炎の魔王』
先の魔王配下時代について、詳しく描かれている。空中に浮遊し、他の部下（バルトス・キギロ・ガンガディア）と共に登場している。
魔王ハドラーから与えられた任務は、魔王の邪気を浴びて破壊衝動に目覚めたモンスターの中から強者を選び、南海の孤島デルムリン島にて育成し、魔王軍に加える準備をすることとされている。原作でダイを育て上げたことを踏まえると、強者を育成する素質は存在したことになる。なお、地底魔城からデルムリン島に向かう際、バルトスに見送られ、バルトスがヒュンケルを育てることに対し「自分には一生縁がない」と思っていたが、後にダイを拾って育てることになる。また、名前を与えたのはハドラーとされるが、その名を忘れていた。
デルムリン島在住時代
182歳。長老的存在。
島に流れ着いた赤子が難破した際に、削れた揺りかごのネームプレートに残されていた「D」の字を見て、「せめて頭文字だけでも同じに」との思いから赤子に「ダイ」と名づけて育てた。ダイからは「じいちゃん」と呼ばれている。自身が魔法使いである為、アバンが島を訪れるまでは、ダイを魔法使いにしようとしていた。口うるさい面もあるもののダイへの愛情は深く、ダイからも親（祖父）として敬愛されている。
魔王復活の影響でアバンのマホカトールで覆われた島より一歩も外に出られないことから（出ると、魔王の支配下に置かれることになる）、ダイとポップの旅立ちを見送ることになる。ある日、島に侵入してきたザボエラの手で魔法の筒に封印されて、島の外に連れ出されてしまい、クロコダインの助っ人兼人質として利用され、ダイたちを攻撃するが、ポップのマホカトールで元に戻れた。クロコダイン戦後、ロモス王国の戦士たちの手でデルムリン島に戻され、彼らに守られながら、日々を送る。後にダイたちが覇者の冠を回収するためにデルムリン島に戻った際には、ロモス王国の護衛とチェスに興じる姿が描かれた。最終回エピローグでは、クロコダインを始めとした新たな島民たちと共に生活している。
その人柄にはロモスの戦士たちも感服しており、ダイの実の父であるバランもモンスターでありながら人間味溢れる優しい心を持つブラスのことを「私などより、ずっと正しい人の心を持っていたのだろう。お前にとっては、その方が父だ」と、死の間際に面識はないながらも褒め称えた。
ダイが魔法の筒を持っていた時に「イルイルかぁ」と何気に言ってしまい誤って筒に吸い込まれて閉じ込められてしまった事がある。直後に「早く出さんか」と怒る。
偽勇者たちとの戦いでは、原作ではダイに上記の道具を与えただけで見送ったため参戦はしなかったが、2020年版TVアニメでは戦闘に直接参加してかなりの活躍をしている。
デムジンがバロンと屈託してレオナを亡き者にして権力を得ようとした時、バロンが魔の魔法の筒から魔のサソリを放ち、レオナがその魔のサソリの毒に冒された際は、ダイがレオナをブラスの元に連れて行き、キアリーを掛けてもらおうとするも、レオナを亡き者せんとデムジンと結託したバロンに阻まれてしまい、バロンとの戦いで、キアリーを唱えて解毒してもらう事が止む終えず後回しになるも、毒死寸前でブラスがキアリーを唱えた為、毒死を免れる。
魔王ハドラーがアバンがデルムリン島全体に掛けたマホカトールの結界を破り、侵入した際は元魔王ハドラーの配下だっただけにハドラーの強烈なエネルギーに覚えがあった。
- 技 - 中級火炎呪文メラミ、解毒呪文キアリー、混乱呪文メダパニ、他回復呪文

キメラ
翼を持つ小型モンスター。
『勇者アバンと獄炎の魔王』では、デルムリン島へ向かう際、ブラスが使用。
『ダイの大冒険』では、ダイがブラスから渡された魔法の筒から登場。両者の関係は不明だったが、Vジャンプ2021年7月号の『モンスター研究』では、「同じキメラだったかも」と、同一の個体である可能性が示唆されている。

#### キギロとその配下
世界各地で魔物の森を展開し、配下を置いている。
キギロ
『勇者アバンと獄炎の魔王』オリジナルキャラクターの亜人面樹。魔物の森を世界各地に広げているが、自ら前線に立つ事を好まず、しぶとくコソコソ生き残るをモットーとしている。
部下は、ロモス王国にいた巨大な人面樹など。
第2話にて、部下の巨大な人面樹が倒されその情報を受けたことで、第3話にて直々にアバンを迎え撃つ。アバンたち一行の戦力を分析した上で戦場に出向くなど、戦術家としての面も見せている。反面、戦術や能力を自慢げに解説することで敵に攻略のヒントを与えてしまう迂闊さもある。
なお、第3話でのガンガディアの解説によると、亜人面樹とは「数百年に一度突然変異的に生まれる（雷に撃たれているような誕生描写がされている）」とされていることから、キギロ以前の前例もある模様。キギロによると、体内には高温の樹液が流れていて、メラゾーマなどで燃やすのは不可能とされている。
第3話にてレイラ・ロカと連携したアバンにより、大地斬の原型となる技で深手を負わされ、第4話ではブロキーナのもとを訪れていたアバンに対し、村を脅しの材料に1対1の勝負をしかけるが、アバンの大地斬をくらって敗走する。
種子として回収されて地底魔城に植えられたが、キメラを借りてデルムリン島に移動して、植物系魔物の成長を促進するデルムリン島の土壌で大きく成長する。そして、成長した根の力で大陸中の植物を端末扱いして情報を収集してアバンたちがギュータにいることを突き止めて、現地の植物から生み出した多くの分身体を生み出して、ギュータを守護していたマホカトールを張り巡らせていた五ヶ所の魔宝玉を分身体に崩させて侵入する。そして、逢魔窟で修行中のアバンを強化した姿で強襲し、更に逢魔窟に充満する邪気を吸収して禍々しく変貌。アバンを追い詰めるが、頭部の出血で目が見えなくなった状態でバルゴートの仕込み杖で発動した空裂斬をくらって邪気を消し飛ばされた上に、駆け付けたマトリフの呪文とロカの豪破一刀をくらって肉体が崩壊し、かろうじて本体がデルムリン島に逃げ帰ったものの、既に空裂斬がキギロの生命の根源をかすめていたことで肉体の再生と維持も出来なくなっており、肉体が崩壊して死亡したと思われていた。しかし実際は、死の寸前にアバンたちへの恨みが呪いの力となって命を繋いだことによって、身体は枯木となって再生の種子も残せなくなった代わりに呪いの力で更に強くなった。そして、一年以上の時間をかけてアバン一行が地底魔城に突入した日に地底魔城に帰還を果たし、呪いの力による異常な気配で地底魔城のモンスターたちを恐怖させた。そして、野心よりもアバンたちへの恨みを果たそうとするが、アバンを魔王ハドラーの下へ向かわせる為に立ちはだかったロカと対峙する。そして、呪いの力でロカを圧倒し、自身の細かな破片を複数撃ち込んだ後、ロカが到達したカール騎士団伝説奥義武鋒・豪破一刀をくらって、全身を破壊されて敗北する。消滅の間際、ほぼ全ての生命力を闘気に変えて放った武鋒・豪破一刀の代償に加えて、ロカに撃ち込んだ自身の無数の破片は自身が死んでも呪いの力は消えずにロカの命を蝕み続けるとロカに語って、悔し紛れの動揺を誘うが、ロカのネイル村に帰って娘のマァムを抱きしめる時間さえあればいいと語るロカの姿に、人間の不可解な感情に驚愕しながら消滅する。
キギロ（マンイーター一体化）
魔の森の秘密の怪物であるマンイーターと一体化し、アバンと対決するが、先の戦いとブロキーナのアドバイスによって大地斬を身につけていたアバンによって、キギロともども倒される。完全に倒されたかと思われたが、第5話では種子を残し生存していたことが判明する。
キギロ（幼体）
第5話にて種子を回収されたキギロが、地底魔城に植えられた姿。地底魔城の殺風景な場所に植えたのは、キギロをより強力に成長させるためのハドラーの策略であった。
キギロ（デルムリン島Ver《バージョン》）
アバンたちに敗北し、種子から復活したキギロが自分の身体を復活させる為にデルムリン島に根差した姿。キギロはデルムリン島でブラスの協力を得て、短期間で大木のように立派なサイズに成長し、戦線に復帰する。
キギロ（分身体）
デルムリン島で成長したキギロが、ギュータ付近の植物に自身の根の一部を地中から移植することによって誕生した分身体。
強化キギロ
成長し強靭な肉体を持ったキギロの戦闘時の姿で、全身の戦闘力が飛躍的に上昇している。
強化キギロ（邪気Ver《バージョン》）
ギュータの最深部である逢魔窟に充満する邪気を根から吸収し、自身の力へと変えて禍々しく変貌したキギロの姿で、その下半身は巨大な節足動物のように変化し、スピードとパワーも桁外れになった。
人面樹（じんめんじゅ）
ロモスの魔の森で、アバンたちを襲った巨大な人面樹。アバンたちに倒されるが、最後の力で、自身の葉を飲み込み、キギロに連絡する。
マンイーター
魔の森に根を張り、魔物たちを強化・狂暴化させていた。魔の森で魔物が活性化していた秘密の怪物。巨大な個体であり第4話でキギロと一体化してアバンの前に現れるが、キギロともども倒される。第5話では、キギロが種子を残したように、自身も根を切り離し、地中に潜ろうとしたところをブロキーナに見つかり、閃華裂光拳により塵となる。
なお、この個体とは別の小型の個体が、原作漫画や『勇者アバン』第1話にて、フローラとアバンの出会いが描かれたシーンにて登場している。こちらはハドラーがカール王国などに宣戦布告する以前のものであるため、ハドラーの魔王軍とは無関係。
ひとくいが
魔の森で、マンイーターの力で狂暴化していた。足を噛み、ロカを毒状態にした。

#### ガンガディアとその配下
以下のほか、悪魔の目玉も配下に置いている描写がある。
ガンガディア
『勇者アバンと獄炎の魔王』オリジナルキャラクターのデストロール（トロル族の突然変異種として伝わる幻の魔物）。トロルの中でも珍しく、アバンの同行を分析するほどの慧眼を持つ。知識を重視し、自身を鍛え上げる事に熱心であり、ハドラーへの忠義心も厚いという最側近といえる存在。
第5話では、地底魔城でキギロへの処罰についてハドラーと話すと、悪魔の目玉からの通信により、アバンたちの現在地を知る。
ヨミカイン遺跡の魔導図書館にて、アバン一行との戦闘で図書館の一部を燃やしてしまったエビルマージに処罰を与える。
通常時は知性的で平静を保っているが、「トロル族は巨漢で粗暴なだけ」と見なされる事を酷く嫌うため「デカブツ」などと言われると、頭に血がのぼる。
エビルマージ戦後だったとはいえ、アバン・ロカ・レイラの3人相手に全滅寸前まで追い詰めるが、復活したマトリフのベタンにより魔導図書館の下層へと落とされた。その後、マトリフらに図書館を利用されるのを怖れ、自らの手で魔導図書館を破壊してキメラの翼を使い、去っていった。
クロコダインについては「あの貫禄はうなづける」と評し、ザボエラについては「全く尊敬できないし憧れない。知性が高ければいいもんではない」と酷評している。
地底魔城での最終決戦では、ヴィオホルン山の外縁部の闘技場でアバン一行を待ち構えて、マトリフと一騎討ちを行う。そして、ヨミカイン魔導図書館から唯一持ち出していた魔導書に記されていたドラ（竜化呪文）とドゴラム（火竜化呪文）を使用した後、自身の信条に反していることも承知の上でドラゴラム（火竜変化呪文）を使用してデストロールとしての膂力も加算してマトリフを圧倒し、アバンがマトリフの為に闘技場に残していったアバンの盾をも破壊した。しかし、マトリフが作っていた極小のメドローアで竜の尻尾の一部を消滅されて、思わず飛び上がったところに本命のメドローアを放たれて、完全に避けきれずに火炎のブレスを生成する為の火炎器官を消滅されて、火炎器官が暴発して致命傷を負って敗北する。死の間際、かねてから内心尊敬していたマトリフに「お前は尊敬に値する好敵手だった」と告げられたことで笑みを浮かべて、満足げに息を引き取った。
- 技 - 爆裂呪文（イオ）、メラゾーマ、飛翔呪文（トベルーラ）、ドラ、ドゴラム、ドラゴラム

メドーサボール
『ドラゴンクエストII 悪霊の神々』などに登場する魔物。
単体でヨミカイン魔導図書館に登場したほか、禁呪法で合成された魔物の素体としても登場している（後述）。
なお原作漫画では、妖魔士団の一員としての紹介のみ登場。映画『ドラゴンクエスト ダイの大冒険 起ちあがれ!!アバンの使徒』では、妖魔士団のベルドーサの配下として、巨大なメドーサボールと大量のメドーサボールが登場している（詳しくはドラゴンクエスト ダイの大冒険 起ちあがれ!!アバンの使徒を参照）。
メドーサボールと他の魔物の合成
魔物を合成する禁呪法により生み出されたモンスター。
メドーサボールとミイラ男の合成
魔物を合成する禁呪法により生み出されたモンスター。メドーサボールとミイラ男の合成。
- 技 - 催眠呪文ラリホー

メドーサボールとさまようよろいの合成
魔物を合成する禁呪法により生み出されたモンスター。メドーサボールとさまようよろいの合成。

エビルマージ
現在のヨミカイン魔導図書館の館長で、魔王軍にとって邪魔な英霊たちを消し去った存在。魔導図書館に侵入してきたアバンたちと交戦するが、ロカの豪破一刀で致命傷を負った直後に、現れたガンガディアに「貴重な本を守れなかった」として頭を叩き潰されて処刑された。
- 技 - 爆烈呪文イオ、氷系呪文ヒャド、真空呪文バギ、閃熱呪文ベギラマ、火炎呪文メラゾーマ、口からの火炎放射

### 協力者・関係者
ザボエラ
後の妖魔士団長。どこかにこもって研究を重ねている。この時代（ハドラーが魔王の時代）から、ハドラーやクロコダインとも顔見知りの模様。
ザムザ
ザボエラの息子。父同様、この時代（ハドラーが魔王の時代）からハドラーとも面識がある模様（バーンの魔王軍という同一組織に属している点や、ハドラーの立場やザボエラとの関係などを考慮すれば、面識がある可能性が高いが、原作での二者間での会話はスピンオフ『勇者アバンと獄炎の魔王』で勇者アバンに敗れて精神体となったハドラーが、ザボエラとザムザの前に現れて臣従を迫るまで無かった）。

## バーンの魔王軍
魔界の神と称される大魔王バーンが魔王ハドラーを復活させ組織した軍勢。ここでは、魔王軍結成以前からバーンに仕えていた者についても述べる。

### 大魔王とその側近
バーン（大魔王）
声 - 内海賢二 / 土師孝也（老年）、子安武人（真・大魔王）
「魔界の神」の異名を持つ、魔界最強の実力者。アバンに倒されたハドラーを復活させ、新たな魔王軍を結成した。

ハドラー（魔王、魔軍司令）
声 - 青野武 / 関智一
かつて地上の征服をはかり人々を恐怖に陥れた魔王。新たな魔王軍の結成後は、バーンの部下（魔軍司令）として六大軍団を指揮する立場にある。

ハドラー直属の親衛隊
後述の六大軍団に属さない、アークデーモンやガーゴイル等の魔物。鬼岩城にてハドラーの身の回りの世話をしているほか、ハドラーと共に戦地へ赴くこともある。

ミストバーン（魔影参謀→魔軍司令）
声 - 難波圭一 / 子安武人、古川登志夫（ミスト）
当初は後述する六大軍団の中の魔影軍団の軍団長として登場。

キルバーン（死神）
声 - 田中秀幸 / 吉野裕行
本来は後述する冥竜王ヴェルザーの部下だが、バーンの元に派遣されたことで、魔王軍の暗殺者として暗躍するようになる。

ロン・ベルク（魔界の名工→伝説の名工）
声 - 東地宏樹
鎧の魔剣や鎧の魔槍、ダイの剣を制作した「伝説の名工」として知られる魔族。275歳。かつては魔界随一の剣の達人で、幼少時で10年にも満たぬ間に既に剣技を極めてしまったほどの異才ぶりであった。そのためバーンにも一目置かれており、かつて（約90年前）武器の製造依頼だけでなく、やがて結成される地上侵攻軍の総司令官としても直々にスカウトされていた。しかし、後述のバーンの武器に対する姿勢や恵まれた環境が自分の向上心を堕落させることを嫌悪し、出奔した。斜め十字に走った顔の傷は、バーンの軍団への参加の誘いを断った直後ミストバーンによって刻まれたもので（義理を立て、わざと刻ませた）、大魔王との訣別の証。その剣の実力は、ダイとヒュンケルを同時に相手にして、息一つ切らさず圧倒するほどである。また、お互いに切り札を封印した状態ではあったものの、ミストバーンと五分に渡り合えるほど強い。普段はぶっきらぼうで周囲に無頓着であるが、武器のこととなると一転して強い執着心をのぞかせる。また観察眼に優れ、ダイが人間でないことも一目で見抜き、黒の核晶についても凍結させれば停止させられる事を看破している。
ダイたちと初めて出会った当初は、ポップの故郷のランカークス村近くの森に隠棲し、優れた武器に見合う使い手がめっきり減ったことに悲嘆して酒に溺れていたが、ダイが真魔剛竜剣を、強度の劣る自身の作品「鎧の魔剣」で折った話を聞いて以降は、ダイたちに自発的に協力するようになる。
かつてバーンの下に居た時、魔剣や魔槍、光魔の杖などを作って献上している。しかし、光魔の杖を（武器としては大したものではないにもかかわらず）自らの護身用として採用したバーンが高く評価したことに作り手として失望し、バーンの元を去る一因となった。非常に気難しく他人を寄せ付けない人物だが、ジャンクとはバーンと決別した自分と似た経歴があることから意気投合し、親友となっている。ダイたちに会うまでは、彼のためだけに時折武器を作成しており、田舎のボロ武器屋向けに適当に作ったなどと悪態をついていたが、ダイは自身の力には耐えられないが、他の武器にはない凄味があると称した。自身の技術と作品に関しては絶対の自信を持っており、ダイが同じ材質とはいえ他の者の手で造られた武器（ハドラーの持つ「覇者の剣」）と打ち合って「ダイの剣」に傷を付けたなどということになった際には、非常に機嫌が悪くなっていた。
最終決戦前にはポップ、マァム、クロコダイン用の武器（ブラックロッドと魔甲拳とグレイトアックス）を作成、本人も用心棒として、決戦に参加する。超魔ゾンビ・ザボエラとの戦いの際、ノヴァの勇気に感じ入って封印していた未完成の専用二刀武器「星皇剣」と、本来の戦闘スタイルである二刀流を使用し、必殺技「星皇十字剣」を放った結果、超魔ゾンビは討ち果たしたが、負荷に耐え切れず剣と共に両腕は使い物にならなくなった。完治には、魔族の高い再生力をもってしても最低70年近く必要（200年以上前の若年時に一度、強敵を相手に全力で剣を使い、同じ状況になったことがある）。鍛冶屋をしていたのは、自身が全力で戦えるための武器を生み出すためだった。最終決戦後は、ともに戦ったノヴァを弟子に取り、鍛冶を教える日々を送る。
YouTubeのダイ好きTVでの三条陸への質問への解答によると、魔族としての個人名が「ロン」であり、「ベルク」は魔界における刀匠としての屋号のイメージであるとのことである。
- 技 - 星皇十字剣

### 六大軍団
原作単行本2巻において、魔軍司令ハドラーにより魔王軍の魔物がその性質によって以下の六つの軍団に分かれていることが示された。魔王軍の力の源たる邪悪の六星を象徴しているという。
| 軍団名   | 概説                                     | 軍団長                |
| -------- | ---------------------------------------- | --------------------- |
| 不死騎団 | 骸骨やミイラなど、アンデッド系怪物の軍団 | 魔剣戦士 ヒュンケル   |
| 氷炎魔団 | 炎と氷に関連した怪物の軍団               | 氷炎将軍 フレイザード |
| 妖魔士団 | 魔法を得意とする怪物の軍団               | 妖魔司教 ザボエラ     |
| 百獣魔団 | 動植物型怪物の軍団                       | 獣王 クロコダイン     |
| 魔影軍団 | 暗黒闘気生命体の怪物からなる軍団         | 魔影参謀 ミストバーン |
| 超竜軍団 | 竜系怪物で構成された軍団                 | 竜騎将 バラン         |

六つの軍団はそれぞれを軍団長が統括する。軍団長はそれぞれ何らかの点でハドラーを上回る能力を持つ。軍団長の選定は魔軍司令ハドラーもしくは大魔王バーンが行っており、百獣魔団長クロコダイン、氷炎魔団長フレイザード、妖魔士団長ザボエラはハドラーが、不死騎団長ヒュンケル、魔影軍団長ミストバーン、超竜軍団長バランはバーンが選んでいる（単行本第6巻付録より）。地上消滅という本来の目的を超え、後々まで通用する最強の軍団を構成しようという、バーンの考え（ミストバーン曰く遊戯）から作られた軍団。クロコダインは忠誠心を、フレイザードとザボエラは智謀と出世欲を、バランとヒュンケルは人間を憎む心と覇気を買われ、それら異なる個性を揉み合わせ強い軍団を目指した。なお、ミストバーンは数千年前からのバーンの側近である。超竜軍団が最強とされている。
六大軍団に属する怪物のうち「ドラゴンクエストシリーズ」本編にも登場する種はすべて『ドラゴンクエスト』（第1作）から『ドラゴンクエストIII そして伝説へ…』までのロトシリーズに登場する怪物で構成されている。また、デルムリン島に住むモンスターについても同様で、これらのモンスターはすべて地上に住む怪物とされている。それに対し『ドラゴンクエストIV 導かれし者たち』から、連載期間中の最終作『ドラゴンクエストVI 幻の大地』、いわゆる「天空シリーズ」に登場した怪物は魔界に住む怪物とされている。

#### 百獣魔団
動植物型怪物の軍団。ロモス王国の攻略を担当する。六大軍団では、最初にダイ達に対峙する。ロモス王城でのクロコダインの敗北と後の離反により事実上、解体。2020年アニメ版での邪悪の六星の対応色は橙。
獣王クロコダイン
声 - 銀河万丈 / 前野智昭
ワニ頭の獣人（リザードマン）で、魔王軍百獣魔団長。年齢は、人間の年齢に換算して30歳前後。一人称は「オレ」。ハドラーやバランをも凌駕する怪力と鋼鉄のように頑強な肉体、強靭な生命力を持つ。
武者修行時代（『勇者アバンと獄炎の魔王』）
YouTubeのダイ好きTV 32での三条陸の解答では、ハドラーが魔王だった頃は、地上で武者修行をしていた事が明かされ、その頃には既に獣王痛恨撃が使用できたことが明かされている。なお、『勇者アバンと獄炎の魔王』10話では、1コマのみであるが、武者修行時代のクロコダインが描かれている。後に、魔王ハドラーがアバンと共に凍れる時間の秘法に封印された後、凍れるハドラーがマトリフによってサババのディードックの隠し倉庫に数多の魔力の護符で厳重に保管されていたのを突き止めたザボエラの依頼を受けて、焼けつく息で地中を溶かして掘り進むことで倉庫に侵入して凍れるハドラーの身柄の回収に成功。地底魔城のガンガディアとバルトスに凍れるハドラーを引き渡した。既にザボエラから報酬を受け取っていたこともあって名を告げずに立ち去るも、当時から『剛力無双の荒武者』として勇名を馳せていたことから、その素性に気付いたガンガディアとバルトスに感謝された。その後、地底魔城から立ち去る際に、ガルーダの世話をする少年時代のヒュンケルと出会っている。
バーン配下以降（『ダイの大冒険』本編の時代）
ヒュンケルとは異なり、当初は「主のために生命を捨てるのが真の武人」と考え、バーンやハドラーのためなら死んでもよいと確かな忠誠を誓っていた。その忠誠心を買われて、軍団長に使命される。しかし、ロモスの兵士たちを腰抜けと侮るあまり戦意を削がれ、当初はロモス侵攻に気だるげな様子を見せていた。
ダイが最初に向かった場所であるロモス王国周辺をテリトリーとしており、侵攻を任されていたが骨のある奴がいないということで、やる気を失っていた。そこへダイの実力に危機感を感じたハドラーよりダイの討伐を命じられ、魔軍司令を撃退したという小さな勇者に興味を示す。
当初はダイを侮っていたが、最初の対戦でマァムのフォローを受けたダイに片目を奪われるという思わぬ深手を負って撤退（実際には網膜や視神経に傷が無ければ障害は残るものの失明はしないが、不覚をとった戒めとして片目は敢えて治癒せず、以降は隻眼となっている）。その後、ザボエラから「魔王軍に居場所がなくなるぞ」と脅されたことで保身に走り、ザボエラの口車に乗せられてダイの育ての親であるブラスを人質にとるという奸計を選択してしまう。復讐の第一歩として百獣魔団を率いてロモスへ総攻撃を仕掛け、王城まで侵攻。駆けつけたダイとマァムに対して魔力で操られた状態のブラスを呼び出し、手出しできない2人を追い詰めたが、一度は逃げ出したポップの加勢によりブラスを救出され、怒りの力で紋章を発動したダイのアバンストラッシュ（この時は未完成で、ロモス城兵の剣を使用）に討たれる。敗れはしたが「こんな素晴らしい相手に負けたのなら悔いはない」とダイたちを讃え、卑怯な策に手を染めてまで勝利に固執したことを涙ながらに恥じるなど、武人の心を取り戻す。最後は「負けるなよ、勇者は常に強くあれ」とダイたちに激励の言葉を残し、塔から身を投げて潔く散っていった。遺体はザボエラによって回収、生き返る可能性は五分と五分と言われながらも蘇生液に入れられた結果、死の淵から復活する。
その後、パプニカ王国で交戦中だったヒュンケルとダイの戦いに割って入り、身を挺して彼の一撃からダイをかばう。その際に傷口を広げられ再び生死の境をさまようが、ヒュンケルに命じられた部下モルグの手当てにより再び復活。フレイザードの奇襲によって、火山のマグマに沈もうとしていたヒュンケルや部下たちを救い出す。このとき、過去に犯した罪の意識から自暴自棄になりかけていたヒュンケルに漢の生き方を説き、彼に生きて戦い続ける気概をもたらした。そしてヒュンケルと共にバルジ島決戦に駆けつけ、ダイたちの味方になり、最年長であり、作戦能力や魔王軍に関する情報が豊富であることから、やがてはダイ一行の参謀格に位置付けられるようになっていく。酒豪であり、フレイザード戦後は怪物という負い目から人間たちから隠れるように酒を飲んでいたが、バダックらから酒を勧められた時には樽ごと飲み干している。その後、バダックと意気投合し、友人となる。
魔王軍の中ではザボエラと因縁深く、何度か対峙しながらも逃げられたり横槍を入れられたりして決着がつかないことが続いていたが、最終決戦では遂に自らの手でザボエラを討ち取り、長い因縁に終止符を打った（後述）。魔王軍と袂を分かった後、ザボエラからは「バカの代表」などと言われて軽蔑されており、クロコダインの方も自らの手を汚さずに卑劣な手段ばかりを用いるザボエラのやり方を嫌っていたが、それでもザボエラがミストバーンに見捨てられた際には降伏を勧めたり、討ち取った後も欲に身を滅ぼした最期を憐れむなど、かつての同僚としての情を僅かながらも持ち合わせていたことを伺わせている。
戦闘力に関しては、バランが「手強い相手」、ミストバーンがヒュンケルと共に「殺すには惜しい」と高く評価するほど。肉体の頑丈さは、バランの真魔剛竜剣を受け止めたり、防御に全力を注げばギガブレイクさえ耐え凌ぐ。実力に関しては、シグマのオリハルコンの腕をねじ切ってしまうほどの威力を誇る「獣王激烈掌」を開発する、軍船を持ち上げる城兵ブロックにベアハッグされた状態から投げ飛ばすなど、中盤までは心強い味方であった。登場人物から「不死身か!?」と驚愕されるシーンが何度かあるが、バランに対しては「不死身はヒュンケルの代名詞」と答えている。しかし終盤の真バーン戦では、実力差によって「瞳」に変えられてしまい、加勢は叶わなかった。終盤では、超魔ゾンビ相手に肉弾戦を挑むがまったく歯が立たず、それでもロン・ベルクが星皇十字剣を呼び出すまでの足止めをした。超魔ゾンビが破壊され、命からがら逃亡を企てていたザボエラの動向をいち早く察知し、退路を塞いで追い詰めた。そして嘘の命乞いに乗るふりをして逆に罠にかけ、反意を露わにさせた後で両腕をへし折って動きを封じ、命乞いの言葉も「煮ても焼いても食えぬ奴」と一蹴して闘気弾で止めを刺した。直後、駆け付けたバダックには「ザボエラにも自分の力で少しでも強くなろうという思いがあれば……」「オレも一番手でダイたちと戦っていなければどう歪んでいたかわからない」と胸中を述べたが、バダックからは「誇り高き友人のクロコダインはたとえ最後まで敵であっても、決して歪んだりはしなかったと信じている」と返され、人柄を称えられた事をうれしそうに微笑んでいた。
ヒュンケルによれば「天下無双の力」と豪語するボラホーンの倍は腕力があると言われ、物理的な戦闘能力は高いが、魔法が使えない典型的なパワーファイター（真空の斧、ヒートブレスといった搦め手は持つが、多用はしない）で、自らを頭が悪いと評している（実際に賢さは、ダイ一行内では最低）が、歴戦を潜り抜けてきた経験もあって判断力や人を見る目は確かなものがあり、キルバーンにポップが追われていたときは状況を見据えて迷わず撤退を選び（その撤退方法も、獣王会心撃を海中に打つというキルバーンの意表を突くものである）、黒の核晶が爆発した際は咄嗟に土中が安全と考えて避難し一行を救う（避難が遅れたハドラー親衛騎団は瓦礫に埋もれて、脱出に時間がかかった）、彼を騙して利用しようとしたザボエラの企みを見抜いて逆に演技で引っ掛けるなど、むしろ端々で切れ者の一面も覗かせている。また、諺や慣用句を多用し、ダイを「男子3日会わざれば刮目して見よ」、マァムを「鬼に金棒」と表現したり、ダイとブラスの関係を「すりこみ」と言ったが、理解出来てないメルルに説明するといった教養もあり、レオナに対しては敬語で話す、フォルケンとの謁見時には「小国とは言え、早々謁見させてくれない」と言い、自ら席を外すなどの高貴な相手への礼儀作法もわきまえている。バルジの大渦を見て技のヒントを思いつき、それを利用した修行で新必殺技を会得したところから、戦闘センスも並々ならぬものがある。親衛騎団に対する苦戦の経験から「個々の能力で劣るなら異なった能力で立ち向かうべき」と提案し、次の対戦では戦局を有利に導くなど、元軍団長だけあって集団戦における采配においても優れたところを見せている。
劇場版では、ヒュンケルとともに新生6大将軍の内2人を倒すという快挙も遂げている。
武人としての誇りと実直な性格の持ち主で敵味方関係なく評価されており、自らの心の弱さを恥じ入る気持ちと、それを相手に伝える強さをも持ち合わせる。ダイたちと戦うまでは人間のことをひ弱でつまらない生き物だと軽蔑していたが、未熟にもかかわらず命を捨ててでも友情のために戦うポップの姿に打たれ、力を合わせて強くなることができる人間を素晴らしいものと思うようになり、後には「生まれ変わったら人間になりたい」という発言も見られた。ダイ一行の中でも特にポップとは昵懇の仲で、ポップが「おっさん」と親しみを込めて呼ぶのをためらいなく受け容れている。また、ダイたち以外ではバダックやアキーム、ノヴァ、バウスンといった王国の戦士たちとの信頼関係が強い。終盤では人望の厚さから、バダックやチウなど、サブキャラクターたちのまとめ役となっていることも多かった。特にチウに対しては、敵だったモンスターを我が身を挺して守り改心させたことから「実力的にはまだまだだが、大物になるかもしれんぞ」と一目置いており、先代獣王として微笑ましく見守っている。
初期は人間を評価していなかったことや、怪物が人間と共に酒を飲むわけにはいかないと述べるなど、人間からはモンスターは受け入れられないと諦めているような節があるが前述のように信頼関係にある人間もおり、パプニカには普通に参じるようになっている。最終決戦後は、ダイの育った故郷のデルムリン島にヒムやチウたちと共に移住し、ブラスらと生活している。ポップとマァムのやり取りを見て「お前たちが結婚したら間違いなくカカア天下だな」「戦いが終わったら嫁さんでも貰おうか」という発言があり、恋愛や家庭というものに興味を示していた。
原作では4本指だったが、アニメでは5本指に変更されている。
その後
後のコンビニでの安価版コミックスでのインタビューにて、バーン打倒後にも作品が続いていた場合には、5年後の世界でダイと共に魔界で戦う予定であったことが明かされている。
- 技 - 獣王痛恨撃（味方になってからはバダックによって獣王会心撃と改名）、獣王激烈掌、焼けつく息（ヒートブレス）

ガルーダ
声 - 相馬康一
『ドラゴンクエストIII そして伝説へ…』に登場した、魔鳥属の怪物。本作ではクロコダインの直属部下として登場し、彼の直接命令にのみ従う。スピンオフ『勇者アバンと獄炎の魔王』で、魔王ハドラーが地上を侵略していた頃からクロコダインに従っていたことが明かされる。
魔王軍時代から主（あるじ）クロコダインの肩を掴んで空中移動する役割を担い、離脱後もヒュンケルに敗れたダイとポップを逃がしたり、地底魔城の崩壊から主とヒュンケルを救ったりした。直属というだけあって巨漢のクロコダインを軽々とかかえて飛翔したり、サタンパピーの複数のメラゾーマをブレスで迎撃するなど、特に能力の高い個体のようである（『III』では、サタンパピーの方がガルーダより遥かに高レベルである）。
主が正式にダイたちの仲間になった後も飛行手段として何度か活躍したが、親衛騎団全員との初対決の際に主、ヒュンケル、マァムを一度に運んで疲れ果ててのびてしまい（ガルーダ本来の能力では、主と一緒に運べるのは小柄なチウ1匹程度がせいぜいであることが、クロコダインの台詞からうかがえる）、クロコダインに下がってしばらく休むように言われてからは登場しなくなった。アニメ第2作では、ロロイの谷の決戦時に再び姿を見せている。
クロコダインはガルーダを「自分の直接命令しかきかぬ怪物の一体」と紹介していたが、ダイの味方として他の怪物を従わせる場面は作中にはない。

#### 不死騎団
骸骨やミイラなど、アンデッド系怪物の軍団。旧魔王軍の本拠地だった地底魔城をアジトとし、パプニカ王国攻略を担当し滅亡寸前に追い込む。六大軍団では2番目にダイ達に対峙する。地底魔城の崩壊によって壊滅。2020年アニメ版での邪悪の六星の対応色は紫。
ヒュンケル（魔剣戦士→戦士（剣士→槍術士））
声 - 堀秀行 / 梶裕貴
養父バルトスの仇を討とうとアバンに師事した後に、ミストバーンに拾われて不死騎団の団長に抜擢された。
モルグ
声 - 増田有宏 / 園部啓一
ヒュンケルの執事的存在である、腐った死体系の怪物。モンスターながらも紳士な佇まいを見せる。小柄でスーツを正装し、手に鈴を持っている。ヒュンケルの命で捕らえたマァムの収容と、ダイを庇って負傷したクロコダインの手当てを請け負った。地底魔城がフレイザードの起こした噴火で崩壊する際、せめてヒュンケルの冥土の案内になろうと言って鈴を振りながら地底魔城や不死騎団と運命を共にした。その後の描写はないが、アニメではクロコダインの話によれば、ヒュンケル救出の際に部下たちも救出したと述べている。ヒュンケルの発言から、墓が立っている模様。

#### 氷炎魔団
岩石生命体（爆弾岩など）やエネルギー生命体（フレイム、ブリザードなど）など、炎と氷に関連した怪物の軍団。オーザム王国を滅亡させ、不死騎団壊滅後はパプニカ王国の残敵掃討を担当。六大軍団では、3番目にダイ達に対峙する。バルジ島の戦いで大敗し、フレイザードの死を以って壊滅。2020年アニメ版での邪悪の六星の対応色は赤。
氷炎将軍フレイザード
声 - 山口健 / 奈良徹
魔王軍の氷炎魔団長。右半身が氷の岩、左半身が炎の岩で出来たエネルギー岩石生命体で、ハドラーの禁呪法により作られた呪法生命体。年齢は1歳。一人称は「オレ」。当時のハドラーの精神を反映して、残虐非道・権力に固執する性格の持ち主である。妖魔師団長ザボエラからは「炎のような凶暴さと氷のような冷徹さを併せ持つ」と評された。「戦うのが好きなのではなく、勝つことが好きだ」と豪語するように、自らの功名のためには手段を選ばない。ただの戦闘狂ではなく、人質でダイたちをおびき出すにあたって氷炎結界呪法を使い自分に有利な戦場を構築するなど狡猾な作戦も行う。女性に手を上げたことを批判された際には「傷つくのが嫌なら戦場に出てくるな」と言い放っており、矜持よりも実利を重視する酷薄な性格。自分の性格の酷薄さはある程度自覚している。
装飾として、大魔王バーンからの褒美「暴魔のメダル」をつけている。これは魔軍結成の祝いに猛火の中からこのメダルを取らせることで6軍団長の忠誠心を試すために行なった試練であるが、フレイザードは他の軍団長があまりの猛火に躊躇する中で自身の半身である氷の体の大部分を失う大ダメージを負いながらも手に入れたもので、その行動から「魔王軍の斬り込み隊長」と呼ばれるようになった。彼にとってそのメダルは、栄光の象徴であって命よりも大事なものである。しかし、ダイたちに追い詰められ自分の無傷を諦めたとき、彼はこのメダルを外して過去の栄光を捨て、新たな栄光を求めた。
核（コア）によって相反する炎と氷の体を繋ぎ止められており、いくら砕かれても再生するので、倒す為には核を斬るしか方法はない。また、同じ属性の呪文を自身のエネルギーに変換できる。切り札とも言える自身を構築する炎のエネルギーを持つ岩石と氷のエネルギーを持つ岩石の相反する2つの半身の岩石を、自身の核を起爆点として爆破させて相手に叩きつける荒技の弾岩爆花散を敢行し、一時はダイたちを全滅寸前に追い込むも、空烈斬を会得したダイの一撃で核の繋ぎ目を分断されてしまい、相反する半身同士が互いにダメージを与えるようになってしまう。消滅を防ぐため左右に分離したところを、ポップのベギラマにより氷の右半身を消滅させられ、窮地に陥る。その時には態度が一変し、ダイ一行に命乞いをした。
突如として現れたミストバーンに鎧の魔剣と同じ材質の鎧を提示され、事実上魔影軍団の兵になることを条件に、残った炎の左半身はミストバーンの力で炎の暗黒闘気「魔炎気」と化して岩の体から離脱し、鎧の肉体を手に入れて鎧武装フレイザード（後述）となる。一行を圧倒するも、完成したダイのアバンストラッシュの前に鎧ごと斬られて敗れ去る。目だけの状態となってミストバーンになおチャンスを求めるも、最期はミストバーンに踏み潰されて消滅した。
ダイたちと戦ったのは生み出されてからおよそ1年ほどの頃で、レベルそのものは低くともすでに充分に強敵たりうる存在であったが、さらに経験を積んで炎系と氷系の呪文を極めれば行き着くところは極大消滅呪文メドローアであり、マトリフはフレイザードがその域まで到達していたらおそらく勝てなかったであろうと推測している。
人間であることを理由にヒュンケルを非常に嫌っており、また誕生して1年でありダイよりも年下であるにもかかわらずヒュンケルを「青二才」呼ばわりしている。ヒュンケルがダイに敗れた直後には独断で火山を起爆して、ダイたちもろとも葬ろうとした。先述の通り、当時のハドラーの精神を反映しているため、名誉心や功名心に駆られて大きな手柄を得ようとしていた。その根源にはフレイザードは禁呪法によって産み出され、生誕後の歴史も浅いためバックボーンがなく、その価値と存在を証明するために功績を必要としていたことが自身の発言からうかがわれる。レオナの命と比べて手柄として劣るマリンを戦闘不能にすると他の2人の賢者ともども放置したり、ダイの命に価値を見いだすとレオナを放置するなど、目前の手柄となる相手へ最優先で襲い掛かる。味方に関しては、命の恩人であり新たな肉体を提供したミストバーンに対して鎧の肉体の強さを知った途端に「いつか寝首を掻いてやる」と早くも謀反気を起こし、棺桶で運ばれる生みの親ハドラーを「なってない」と嘲るなど節操が無いようだが、暴魔のメダルを放棄して捨て身を覚悟した際には、主である大魔王バーンの名前を出しており、バーンへの忠誠心はハドラーから継承されている。
五本の指からメラゾーマを同時に放つ「フィンガー・フレア・ボムズ（五指爆炎弾）」を得意技としている。
- 技 - 氷系と炎系の呪文全般、フィンガー・フレア・ボムズ（五指爆炎弾）、氷炎爆花散、弾岩爆花散、氷炎結界呪法、生命を凍結させる禁呪法

鎧武装フレイザード（アーマード、魔炎気巨人）
フレイザードが、ダイとの戦いで炎の身体のみになった際に、ミストバーンによって魔炎気生命体となって、魔影軍団最強の鎧をまとった姿。
クロコダイン以上の怪力と、ヒュンケルの鎧の魔剣と同等の材質で出来た鎧による魔法耐性、さらにはスピードにも優れる。
クロコダインとのパワー対決を制し、ポップのヒャダルコをも退け、体当たりでポップとヒュンケルを吹き飛ばした上、ヒュンケルの鎧をも破壊した。しかし、フレイザードとの戦いで空の技を習得したダイには完全に動きを見切られて、手も足も出ず、完成したダイのアバンストラッシュによって、鎧ごと粉砕されて敗北。わずかに目の部分が残った炎の身体でミストバーンに助けを求めたが、完全に見限られて聞き入れられず踏み潰されて絶命した。
ミストバーンはダイの勝利に「素晴らしい」と発言したことから、鎧武装フレイザードはダイの力を図るための捨て駒も同然の扱いであり、その最期に同情したポップは墓を建てようと考えたが、ヒュンケルから「あれ（暴魔のメダル）が奴の墓標だ」と返された。
- 技 - フレアパンチ

#### 妖魔士団
魔術師、メドーサボール、バルログなど、魔法を得意とする怪物の軍団。ベンガーナ王国の攻略を担当していたが、具体的な描写はない。また、悪魔の目玉を配下に置いている。バルジ島の戦いで敗北し、更に魔王軍内のザボエラの立場の変遷と共に事実上、解体。2020年アニメ版での邪悪の六星の対応色は黄。
ザボエラ（妖魔司教→魔軍指令補佐）
声 - 龍田直樹 / 岩田光央
『勇者アバンと獄炎の魔王』
アバンが勇者の時代に、ザムザとともに、地上のどこか（魔物が跋扈する密林地帯）にこもって研究をしていた。アバン一行に、新たにマトリフが加わり、気が高ぶっていたハドラーが訪れた際は、慌てる様子もなく、魔王としてではなく名前で呼び会うなど、この時点で既に魔王ハドラーとは、顔馴染みとなっている。ハドラーから配下になるよう誘いを受けるが、自身をより高く売るため断り続けている。
ルーラが使えるマトリフが仲間になったことで、足取りを追えなくなった勇者アバンの所在を知る方法として、おおめだまと悪魔の目玉の能力を併せ持つモンスターをハドラーに売り付ける。その後、凍れる時間の秘法によって封印されたハドラーの身柄が、サババのディードックの地下壕の隠し倉庫に保管されていることを突き止めたが、隠し倉庫の入り口が数多の魔力の護符が張り付けられて魔力的に厳重に保管されていたことで手が出せず、やむなくクロコダインに報酬を払って依頼して、凍れるハドラーの身柄を奪還させた。そして、地底魔城で凍れるハドラーの身柄をガンガディアたちに引き渡したクロコダインが名を告げずに立ち去った直後にザムザと共に現れて、ガンガディアとバルトスに恩着せがましく貸しを押しつける傲慢な態度をとったことで、敬意を抱かれたクロコダインとは逆に、ガンガディアとバルトスに反感を抱かれた。その後、ハドラーがアバンに敗北後は酷評していたがハドラーがバーンの力を得て霊体になった姿で登場した時はさらに力を増したことに加えてバーンという後ろ盾がいることに恐れをなして半ば脅されるような形で新生魔王軍に入ることになった。ハドラーに対してはこの時代から敬意をもっていなかったことも明らかになった。
『ダイの大冒険』本編
魔王軍の妖魔士団長。後にミストバーン配下の魔軍司令補佐。890歳の魔族男性。一人称は「ワシ」。外見は小柄だが、軍団長が集まったときは大きな魔力で一目置かれ、ハドラーからは「最も狡猾で残酷な頭脳を持ち、油断も隙もない男」と評されていた。体内に自在に調合できる数百種の毒物を持っており、調合された毒物は爪から相手の体内に注入して、相手を麻痺させたり操ったりすることができる。また、超魔生物など数々の研究を行っており、ザムザから送られたデータを元にハドラーを完全な超魔生物に改造した。常用している装備として、記録情報を詰める事ができる魔法玉の付いた額飾り（子息のザムザも使用）、魔法の杖である「妖魔の杖」（ハドラーによって魔牢に幽閉された後は、装備しなくなる）があり、隠し武器として「毒牙の鎖」を持つ。
利己心と出世欲の塊のような性格で、自分の実子ザムザを含め他人を自分が成り上がるための道具、役に立たなければゴミとしか思っておらず、自分が危なくなれば部下を身代わりにして逃げるなどの行為を平然と行う。ダイたちとの戦いにおいても、ブラスを捕獲してクロコダインに人質作戦を持ちこんだり、ハドラーと組んで夜襲をかけポップを罠に嵌めたりと、自ら手を下すことのない手段ばかりを用いていた。さらに、強者にはひたすら媚びて取り入る姿勢をとるが、利用価値がなくなったと見るやすぐさま掌を返すため、次第に敵はおろか味方からも信用されなくなり、特にミストバーンからは普段の振る舞いや後のハドラーの一件が原因で最も信用されていない。
鬼岩城撃破後には既にダイたちの眼中から消え、バーンからも戦力の減少やこれまでの悪辣さから妖魔士団諸共信用をなくしていたが、ハドラーがバーンと対決した際には、ハドラーを拘束しバーンへの攻撃を防いだ功績をもって、魔軍司令補佐の地位を得ることに成功する。しかし、ハドラーの離反後に新たに魔軍司令となったミストバーンの「（改造時に）ハドラーの体内に黒の結晶が埋め込まれていたことを知っていたのか？」という問いに対し、知っていながら知らぬフリを決めたと公言するに足りず、ハドラーを侮辱したためにミストバーンの怒りを買い、彼から「人から人へ自分の成り上がりだけを目あてにうろつくドブネズミ」と唾棄され、元から少なかった信用を回復するどころか完全に失うこととなった。これに対して本人は「勝者とは戦いの場に最後まで生き残っていた者」と開き直り、反省することはなかった。
最終決戦にも参戦するが、そこでも引き連れてきた多数の魔界のモンスターを戦わせて自分は矢面に立とうとせず、陰から毒牙の鎖でポップを狙うなどの卑劣な手段で戦った。さらに、フローラたちの奮戦により魔界のモンスター軍が倒されて劣勢になると、ミストバーンにその場を任せて大魔宮へ逃げこもうとしたが、元々の信用のなさから見破られて孤立。クロコダインは、その様を「最悪の相手に見捨てられた」と評した。
窮地に陥ったザボエラは最後の手駒「超魔ゾンビ」を投入し、連合軍の攻撃をことごとく無効化し一方的に蹂躙するが、ロン・ベルクが捨て身で放った星皇十字剣には耐えられず敗れ去る。密かに離脱を試みたものの、魔力も道具も使い切りルーラで逃げることもできず、隠れていたところをクロコダインに見つかってしまう。彼に命乞いを装って爪からの毒素で操ろうとするも見抜かれ、両腕をグレイトアックスの柄で下敷きにされてしまう。動揺して「ワシに騙されたフリを」と口を滑らせてしまい、慌てて本心から許しを乞うがもはや聞き入れられるはずもなく、そのまま闘気弾を叩き込まれて絶命した。その体はドロドロに溶けた。止めを刺したクロコダインは、ザボエラを「煮ても焼いても食えぬ奴」と吐き捨て軽蔑の感情を発露したが、一方で高い実力を持ちながら卑劣な振舞いを貫徹し、凋落していった姿には憐憫の情も抱いていた。
- 技 - 死の呪文ザラキ、変身呪文モシャス、集束呪文マホプラウス、中級閃熱呪文ベギラマ、毒素、魔香気、毒牙の鎖

超魔ゾンビザボエラ
ザボエラが、連合軍との戦いに投入していた魔界出身の怪物たちの死骸を合成して生み出した切り札。怪物たちには生前の時点で超魔ゾンビのパーツになるための処置を密かに施していたが、機能の都合上生きていては困るため、合成の直前に虫の息だった味方たちほぼ全てを魔法の乱射で皆殺しにしている。ザボエラいわく「自分の肉体は一切傷つかずに思い通り動かせ、なおかつ一方的に敵をいたぶれる能力」だが、フローラやノヴァをして「悪魔の頭脳」「最低の発想」と戦慄させた。
戦闘手段は格闘と剣技。防御に関してはゾンビの腐肉がダメージを殺し、あらゆる衝撃を吸収し無効化する上、生体を破壊する技である閃華烈光拳も死体ゆえに効かない。動力源は体内に潜むザボエラの魔力であり、稼働中は魔法を使えず、破壊された場合は魔力を著しく消耗する。
超魔ゾンビのデザインは、読者投稿を元に制作された。
ザムザ（妖魔学士）
声 - 陶山章央
『勇者アバンと獄炎の魔王』
父親のザボエラとともに、地上の隠れ家に隠れ住み、研究を行っていた。自身が研究していた超魔生物の研究の一環として造ったおおめだまと悪魔の目玉の能力を併せ持つモンスターを、ザボエラが魔王ハドラーに、ザボエラの成果として差し出したことに憤りを覚える。後に、ウロド平原の戦いで凍れる時間の秘法によって封印された魔王ハドラーの身柄を、ザボエラがクロコダインに依頼してサババのディードックの地下壕の隠し倉庫から奪還させて地底魔城のガンガディアとバルトスに渡してクロコダインが立ち去った後、ザボエラに同行してガンガディアたちの前に現れた。そして、ザボエラがガンガディアたちに恩着せがましい態度をとって立ち去った後に、ザボエラにハドラーにかけられた呪法を解く方法をガンガディアたちより先に見つけ出せと命令されるが、ザムザはハドラーにかけられた呪法が全く未知の呪法だと頭を悩ませる。その後は霊体になったハドラーが現れた時に自ら新生魔王軍に入ることを志願しハドラーからも承諾された。父のザボエラと違いハドラーの強さには以前から敬意を持っていた。
『ダイの大冒険』本編
妖魔士団の幹部。182歳。ザボエラの息子で、自分自身を実験台にして超魔生物を研究していた。一人称は「オレ」。
超魔生物研究の実験台として強靭な肉体を持つ人間を使おうと目論み、人間の賢者を装ってロモス王に接触し、魔王軍に対抗するための強者を集めるという名目で武術大会を開催させた。ベスト8が出そろったところで正体を現しマァムたち8人を破壊困難な生体牢獄（バイオプリズン）で拘束するが、止めに入ったダイたちと遭遇し、超魔生物の戦闘力を試す絶好の相手とみなし交戦する。序盤は魔族の姿でダイを挑発して消耗させ、頃合を見て超魔生物に変身。全力の剣技を使えない上に竜闘気を消耗してしまったダイを逆に圧倒し、一度は腹部の口で飲み込むも、ポップとチウの作戦により吐き出してしまう。さらに閃華裂光拳の使い手であるマァムが生体牢獄を内部から破壊し自身も角を破壊される等のダメージを受けたことから警戒心を強め、口から吐き出した皮膜粘液で両手を封じ握り潰そうとするも、ポップのメラで粘液は溶かされ再度閃華裂光拳を喰らったところに、ダイの残りわずかな力を爆発させたアバンストラッシュを受けて致命傷を負い魔族の姿に戻る。最期は自分の研究成果を詰めた魔法玉の付いた額飾りをザボエラのもとに送った後、覇者の剣の奪取と超魔生物の完成に貢献したことに満足しながら灰となって散った。
父であるザボエラと似て狡猾で残虐な性格で、他の生物を道具かゴミのように扱う発言をしてダイたちの怒りを買ったが、同胞の犠牲を嫌い、自分自身や人間を実験台にする、敗因を己の慢心だったと自分で納得するなど、父と比べると明らかにまともな性格の持ち主で、死に際に見せた素顔は父の愛を求め続けた人間と変わらない普通の青年であった。ザボエラは息子の成果を褒め称えたもののその死を悲しむ様子はなかったが、ザムザもそのことはわかっており、それでも父に認められたかったという彼の最期にダイたちは同情する様子を見せた。ハドラーもザムザの功績と死に免じて、独断専行を犯したザボエラを処刑せずに魔牢幽閉に留めるといった配慮をみせていた。
- 技 - メラゾーマ、イオラ。

超魔生物ザムザ
ザムザが自らを、超魔生物に改造した姿。魔族から超魔生物に変身する形式をとる。全身が肥大化し、頭部と胴体が毛皮に覆われ、頭部には4本の角が、背中にコウモリのような翼が生え、右手と両足は3本指に、左手はハサミへと変態する。パワーとスピードは大幅に上昇するが、改造の弊害（変身とその維持に魔力を使用するためとも思われるが、詳細不明）で変身中は呪文が使えなくなる。腹部には円形になった第2の口が生じ、元々の口同様の機能に加え敵を飲み込んで体内の消化液で溶かす戦法に用いられる。

#### 魔影軍団
動く甲冑、スモーク、シャドーなど暗黒闘気生命体の怪物からなる軍団。カール王国の攻略を担当していたがカール騎士団の抵抗を受けており、ハドラーの命により超竜軍団が代わりに担当することになる。バルジ島の戦いに参戦の後、鬼岩城の戦いに動員されるも大敗し、壊滅。2020年アニメ版での邪悪の六星の対応色は青。
ミストバーン（魔影参謀→魔軍司令）
声 - 難波圭一 / 子安武人
魔影軍団の軍団長。後に魔軍司令に異動となる。
鎧武装フレイザード （アーマード、魔炎気巨人）
声 - 山口健 / 奈良徹
ピンチに陥ったフレイザードが一時的に魔影軍団最強の鎧を着込み、ミストバーンの配下となった（詳しくは上記を参照）。
後の戦いで、その鎧に暗黒闘気を吹き込んだ「デッド・アーマー」3体がヒュンケルと戦ったが、レベルアップした彼の敵ではなく、ブラッディースクライドによってまとめて粉砕されている。
シャドー
声 - 相馬康一
『ドラゴンクエストIII そして伝説へ…』に登場した、影の怪物。スピンオフ『勇者アバンと獄炎の魔王』では、完成したアバンストラッシュで幽霊騎士団に勝利したアバンを見届けた後、死の大地の謎の大魔宮に戻って、バーンとミストバーンに事の顛末を報告していた。
本作ではミストバーンの分身とされており、ベンガーナ王の影に紛れ込みサミットの位置を特定、ミストバーンに代わって鬼岩城を操作した。最期はダイの剣による大地斬で、鬼岩城ごと消え去った。

#### 超竜軍団
ドラゴンやヒドラ、ガメゴンなど竜系怪物で構成された軍団。戦闘能力は六大軍団で最強とされ、堅固な城塞を持つリンガイア王国を1週間、多数の精鋭騎士を擁しミストバーン率いる魔影軍団の侵攻を防いでいたカール王国をわずか5日で滅ぼす（これはハドラーがダイとバランを会わせないために取った策だったが、予想し得なかった早さにハドラーは驚愕を隠せなかった）。その後、ダイ一行とベンガーナ王国、テラン王国周辺で戦う（ベンガーナ市街での戦いの際はダイの力を試すために、超竜軍団から竜系怪物を借りたキルバーンが指揮）。幹部の竜騎衆の全滅ならびバランの離脱によって事実上、解体した。2020年アニメ版での邪悪の六星の対応色は緑。
バラン（竜騎将 / 竜の騎士）
声 - 石塚運昇 / 速水奨
魔王軍の超竜軍団長にして最後の純血なる竜の騎士。ダイの父親。
ヒドラ
キルバーンが借りた竜系怪物の1体。超竜軍団最初の刺客として、多数のドラゴンを率いてダイ達ごとベンガーナの町を襲った。巨大な体躯と刃も通さぬ皮膚、そして5つの首から繰り出す牙と炎を武器とする。当初は鋼の剣を砕くなどダイを苦戦させたが、紋章の力を解放したダイに首の一つを破壊され、更にダイがドラゴンキラーを手にしたことで肉体を貫かれ、最期はライデインを撃ち込まれて敗死する。
ルード
空戦騎ガルダンディー専属の騎乗用スカイドラゴン。ガルダンディーとは、兄弟同然に育った関係。巨体にかかわらず高速で空を飛び、身のこなしも早い。ガルダンディーの気まぐれで共にベンガーナの町を襲撃し、短時間で大被害を与えた。テランへの進撃中にポップの奇襲による重圧呪文ベタンでバランとラーハルトの騎乗用ドラゴン、ボラホーンの騎乗用ガメゴンロードが圧死する中、素早く空中に逃れており、ガルダンディーと共にポップを痛めつける。ポップの挑発に乗って噛み殺そうと口を開けたところにベギラマを受けて、頭部を吹き飛ばされ敗死した。

##### 竜騎衆
原作単行本10巻より登場。陸戦騎、海戦騎、空戦騎の3人よりなるバラン直属の竜使い（ドラゴンライダー）たち。バランがバーンの臣下となったことで、魔王軍の一員となった。獅子が兎を倒すにも全力を尽くす心構えにより、百戦全勝を保っている。バランは単独でも無類の強さを誇るため、普段は表に出ず、必要になった時のみ3色（アニメ第2作では赤青緑）の炎の篝火によって呼び出される。ハドラー曰く、3人それぞれが六大団長に匹敵し、専用のドラゴンに乗って戦えば六大軍団と同等の力を発揮するとのこと。3人全員がバランの元に集結したのは久しくなく、数年ぶりであったことがボラホーンの口から語られている。
ラーハルト（陸戦騎）
声 - 石田彰
竜騎衆最強の男。22歳。騎乗用のドラゴンにまたがり、出陣の際にはバラン用の上級騎乗用ドラゴンも彼が用意する。魔族の父と人間の母の混血児で、槍術の達人。外見や身体能力は魔族を思わせるが、成長速度は人間と変わらないようである。一人称は「オレ」。作中最速と目されるスピードの持ち主で、まったく本気でない状態でも残像すら生み出す超高速移動で敵を翻弄し、その槍捌きから生み出される真空波を使った攻撃を得意とするが、一方で呪文はさほど得意ではないと語り、闘気を使った技も苦手。その戦闘力は極めて高く、ミストバーンをしてロン・ベルク級と言わしめ、事実ロン・ベルクと同等のはずのヒュンケル（剣装備時）を圧倒していたほどの実力者である。最終決戦時に駆けつけた際にも、王（キング）・マキシマムとそのオリハルコン兵士5体を苦もなく一掃。ミストバーン相手でも、戦闘技術では圧倒していた。
魔族の父は幼少時に死に、ハドラーの侵攻後に魔族を恐れた人間たちは同種族の母まで迫害し始め、その末に母も病没した。そのために彼は、人間を極めて憎悪していた。自分と同じ境遇にあり、自分の孤独、悲しみと怒りを初めて理解してくれたバランを父親のように慕い、バランも唯一ソアラとの悲劇を直接語り、「もう一人の息子」と手紙を残していたほどであった。アニメの回想シーンでは、幼少期の時にバランから特訓を受けている場面もあり、バランは師であったことも示唆されている。ヒュンケルとは敵同士として出会ったが、戦いを通して戦友と認め合う仲となった。テラン侵攻の際にヒュンケルと死闘を繰り広げ、1度目の戦闘では魔剣の鎧を破壊して圧倒する。カウンターを狙って来たヒュンケルの一手先を行き、追い詰める。だが、奮起し息を吹き返したヒュンケルとの2度目の戦闘では、捨て身の覚悟で挑んできたことから致命傷を与えられず、接戦となる。それでも再び打ち倒し、止めにハーケンディストールを放つ。しかし、それを予測していたヒュンケルが、ハーケンディストールをアバンのしるしの鎖で受け止めると同時に、至近距離から放ったグランドクルスの直撃を受け敗北。ダイのために命懸けで戦い、他者への思いやりを見せたポップとヒュンケルの姿を見て、人間を見直すようになり自身の「鎧の魔槍」をヒュンケルに託して一度命を落とすが、バランが自身の体に流れる竜の血を彼に飲ませたことで、最終決戦直前に復活を遂げる（本人曰く「危うく寝過ごすところだった」とのこと）。最終決戦では、バランの置手紙による遺言に従って、ダイに絶対の忠誠を誓い共闘する。当初ダイを「ディーノ様」と呼んでいたが、喪ったバランを思い出すのでやめてほしいとダイが頼むと、バランがダイと和解して死んでいったのを察したのか、「ダイ様」と呼称を改めた。
ぶっきらぼうにリーダーシップを取る一面を、ポップからはヒュンケルに似た性格と言われ、また、彼同様に不器用ながら思いやりのある優しい一面も見せる。マァムの尻に敷かれているポップに、呆れながらツッコミを入れるなどの砕けた面もある。ただし、愚直なまでに自分の身を犠牲にして仲間を守り続けるヒュンケルに対し、敵を冷徹に倒すことに専念できる真の戦闘のプロフェッショナルであり、ラーハルト自身も自分のことを戦闘マシーンであると認めている（ただし、そういった面が優先するのは、忠誠を誓うバラン、ダイ親子に対してのみ）。そのため、マァムがミストに乗っ取られたときも、勝利のためと割り切り、彼女ごと殺してでもミストを倒すということにも躊躇がなかった。
「理想実現のための手駒」を自称する通り、主のためなら命を投げ出し、自分の腕に絶対の自信を持って敵と戦う。当初は仲間の死を目の当たりにしても眉一つ動かさず、逆にヒュンケルとの戦いでは口数が多くなり嘲笑を浮かべるなど冷酷・酷薄な面が押し出されたキャラクターだった。しかし常に正々堂々とした戦いを望み、人質を取るなど卑怯な振る舞いをした者に対しては、たとえ味方であろうと容赦せずに制裁を下す。最初のヒュンケルとの戦いに敗れた後、ポップを人質にしてヒュンケルを倒そうとする仲間のボラホーンに対し、口の中に槍をブチ込んで処刑した。また、ポップと初めて戦った時は、彼が未熟だったことから苦しまずに楽に死なせてやろうとする情けを見せた。
なお、竜の血（竜騎士の血液）は死の淵から生還できるだけの強靭な精神力を持った人物にしか効果が出ないため、同時に与えられた後述の竜騎衆2人に効果はなかった。竜騎衆の中でもラーハルトだけは、他の2人とは強さが桁違いであるとヒュンケルも述べている。
バーンとの最終決戦では、冷徹過ぎるポップの言動から「見下げ果てたやつだ」と軽蔑するが、その覚悟を聞き「初めてお前を尊敬した」と述べ、ヒムと共に命を懸けて「天地魔闘の構え」を崩す人柱となった。最終決戦後は、ヒュンケルと共に旅に出ている（エイミがヒュンケルを追いかけており、それに気づいてか微笑していた）。
後のコンビニコミック版でのインタビューによると、彼の復活はバーン打倒後も作品が続いた時のための伏線であり、バーン打倒後、5年後の世界でダイと共に魔界で戦う予定であったことが明かされている。
- 技 - ハーケンディストール（超高速回転させた槍から真空波を放つ槍術奥義。大ジャンプから真下に繰り出すタイプと、突進して複数の敵を斬り抜けるタイプがある）

ボラホーン（海戦騎）
声 - 杉村憲司
セイウチのような牙をもつ人型をしたトドの魔物（トドマンの一種）。ガメゴンロードにまたがる。年齢は、人間の年齢に換算して30歳前後。一人称は「ワシ」。マヒャド級の凍てつく息（コールドブレス）と鋼鉄（はがね）の錨を武器とし、そのブレスで凍らせた敵を錨で粉々に砕く戦法を用いる。「天下無双の力」が自慢だが、ヒュンケルにその拳を左腕で軽く受け止められ、さらに「自分の仲間にはこの倍以上は腕力のあるヤツ（クロコダインのこと）がいる」と嘲笑された。奥の手としてマヒャド級の威力の凍てつく息を放つが「鎧の魔剣」を纏ったヒュンケルには通じず、ブラッディースクライドで胴を貫かれて倒される。その後、ヒュンケルとラーハルトが戦っている間に息を吹き返し、ラーハルトが敗れるとポップを人質に取りヒュンケルを殺そうとする。しかし、卑怯な手段を嫌うラーハルトが放った槍で口腔を貫かれて絶命した。
ヒュンケルとの実力差は大きかったが、決して力量が低いわけでもなく、ポップとの戦いではベタンを受けても物ともせず、メラゾーマに対しても瞬時に凍てつく息で凍らせて全く寄せ付けないなど、その実力を披露した。勝利のためには躊躇なく卑怯な手段も取るが、ガルダンディーが敗死した時は激しい怒りを見せるなど、仲間意識があったようである。
ガルダンディー（空戦騎）
声 - 木村昴
鳥人族の魔物。年齢は、人間の年齢に換算して20歳前後。一人称は「オレ」。兄弟同然に育ったスカイドラゴンのルードに乗って行動する。刺さると体力を奪う赤い羽・同様に魔法力を奪う白い羽や、細身の剣スパイラルソードを武器としている。血気盛んで人間を虫けらのようにしか思っておらず、いたぶり殺すことを好む残忍な性格。これにはラーハルトからも呆れられている。さらに一度逆上すると見境がつかなくなり、ボラホーンすらもこの状態になったガルダンディーを「いかれている」と評した。出撃前に独断と気まぐれでベンガーナの町を襲撃し、短時間で大被害をもたらしている。ポップとの戦いでは彼をいたぶって楽しむも、反撃でルードを倒される。これに涙したが、ポップに多くの人間を手にかけたことを指摘され、「ドブくせぇ」人間とルードを一緒にされたと逆上、ポップを徹底的に痛めつけ殺そうとする。しかし、加勢に現れたヒュンケルのブラッディースクライドを受けたために阻止される。ヒュンケルに勝負を挑もうとするも、先にポップとの決着をつけるよう促され、再びポップと一騎討ちを行うが、飛び上がったポップを追って飛翔しようと翼を広げた際に先のダメージで片翼が千切れてしまい、その一瞬の隙を突いたポップの残りの魔法力全てを込めて放ったイオの爆発と地表への大激突がもたらした二重ダメージによって、止めを刺された。
なお、バランの命令以外で街を襲うのは常習であり、バランのことを細心な人物と陰口を言っており、他の2人ほどはバランに対する敬意を持っていない。

### ハドラー親衛騎団
原作単行本17巻より登場。超魔生物となったハドラーには従来の親衛隊（アークデーモンやガーゴイルなどの怪物から成るハドラー直属部隊）はもはや力不足とみたバーンが授けたオリハルコン（超金属）製のチェスの駒を元に、ハドラーが禁呪法により生み出した、意思を持つ五体の金属生命体。ハドラーの魔王軍離反後は、その誇りとともに生きることとなる。フレイザードと同じく核を持ち、それを破壊されると死亡するほか彼らを作ったハドラー本人が死んでも死亡する。核はヒムが「お前ら人間と同じ位置」と発言して自分の胸を指し示しており、人間の心臓と同じ位置である。物語本編の中盤〜終盤にかけてダイたち勇者パーティの好敵手となり、それぞれ一騎討ちを果たす宿敵へと成長するだけでなく、ダイとハドラーのように互いに敬意や信頼を持つようになる。基本形態は人型だが、巨大な駒の形態をとり高速飛来することもあった（マキシマム指揮下の駒も同様）。本来は呪法生命体にほとんどない痛覚が、わずかながら生じているらしい。通常、ダメージを受けて核から離れたパーツは爆発四散して消滅するのだが、金属生命体になったヒムはそれが起こらず、分離したパーツはそのまま残っている。基本的にハドラーに対し忠実ではあるが、ブロックとシグマ以外のメンバーは感情的になりやすく、ハドラーの意図や命令を無視して行動することも多い。いずれも誕生したばかりなので0歳。
ヒム（兵士）
声 - 三木眞一郎
前のめりで荒削りな行動が目立つが誇り高く、卑怯な戦法を良しとしない戦士。一人称は「オレ」。
性格は雄々しく、ある意味人間臭い熱血漢で武人となったハドラーに一番似ているとも言われ、金属生命体であるにもかかわらず、仲間のために涙を流すこともあった。一方でサババで戦った時は、哄笑を上げながらノヴァを殺そうとするなど残忍なキャラクターとして描かれている。
両拳による格闘戦を得意とする。メラ（火炎）系呪文も使えるが飛び道具として使ったことはなく、拳に高熱をのせて攻撃力を上げるために使用していた。
前方に1マスのみ進めるポーンの駒から生まれたため最下級と見られがちだが、単に能力の違いというだけで強さ自体には単純な優劣は無く、むしろ近接格闘・肉弾戦においては他親衛騎団員より優れており、一時はダイを圧倒した。基本は拳を使った一撃と乱打による接近戦だが、サババでのダイとの戦いではパプニカのナイフの上に飛び乗り、蹴りで反撃するという身軽さを披露した。
サババでの戦いでは主にダイと対決したが、ヒュンケルから何度か攻撃を受けており、彼を強くライバル視するようになる。
大魔宮の戦いでヒュンケルに敗れて転落・死亡したと思われたが、不屈の意志とアバンの腕の中で死したハドラーらの遺志により、光の闘気を持つ一個の生命体となる（この時ハドラーはすでに死しており、禁呪法とは全く異なる理屈で新たに生命を得たこととなる）。これはチェスのプロモーションの効果を備えていたためとされる。その際、体質が変化しメタルスライムと同じ「金属生命体」となったため、体が破壊されても回復呪文（ホイミでも可）で修復されるようになった。呪法生命体は本来、生みの親の魔力でのみ修復する。作中にもフェンブレンに切り落とさせた腕を修復する旨の描写がある。また、プロモーションの表現として、能力・体質の他、ハドラーを思わせる銀髪が生まれており、このことから通常のチェスであれば最強の駒であるクイーンの能力を得るのだが、ヒムはキングであるハドラーの能力を得ている。バーンパレスの主城を守るモンスター軍団に主・ハドラーを侮辱されて逆上した際に、鉄仮面が砕けて現れた。
初めて出会った時に強烈な攻撃を顔面に受けたことからヒュンケルを生涯の宿敵と見定め、ハドラーのダイとの決戦時はヒュンケルの足止め役を担うが、増幅させた暗黒闘気とのせめぎ合いで光の闘気を強化した彼の敵ではなかった。復活後に再びヒュンケルと戦い、ヒュンケルの消耗もあって一時は圧倒するが最後は闘気拳による渾身の一撃を選び、ヒュンケルのカウンター攻撃の前に敗れる。ここでヒムは死を覚悟したが、ヒュンケルの説得に応じて生きることを決意。以降は、再起不能になった彼の代理としてダイたちの仲間として共闘、光の闘気でミストバーンを圧倒する。
ザボエラを捕らえた初陣で既に顔を合わせているチウとは何かと縁があり、味方になった際、チウに12と胸に書かれ（魔法の筆によるものなので滅多な事では消えない）、強制的に獣王遊撃隊に入隊させられた。以後、チウのペースに乗せられてチウを「隊長さん」と呼び、さらには「ヒムちゃん」なる呼び名を不本意ながらも賜わることに。当初はチウを格下と甘く見ていたが、自身が悪と正義の狭間にいることを気にしていたのに対し、「君は正義の獣王遊撃隊だから、それでいいのだ」の一言で吹っ切れ、以降、口は悪くともチウを次第に尊敬するようになる。その後、バーンパレスの魔力炉からヒムが見様見真似でグランドクルスを使用して脱出した際、彼が死んだと勘違いしたチウに永久欠番とされ「そりゃねえよ。ちゃんと生きてるってば」とボヤいていた。
最終決戦後はクロコダインやチウらと共に、遊撃隊としてデルムリン島に移り住んでいる。
- 技 - 格闘戦、超熱拳（ヒートナックル）、闘気拳（オーラナックル）、見様見真似グランドクルス

ブロック（城兵）
声 - 川島得愛
「ブローム」という謎の言葉しか発することができない巨漢の兵士。
前後左右に突き進むことが出来るルック（ルーク）の能力を備えた巨体・超重量を活かした圧倒的な突進力と、軍船を持ち運ぶほどの超怪力の持ち主。その力はクロコダインをも凌ぐ。戦闘では主にクロコダインと対決しており、バックブリーカーやベアハッグなどプロレスを思わせる攻撃を繰り出す。他のメンバーが使う呪文と比較するにヒャド（氷）系呪文を使えた可能性があるが、親衛騎団の中で唯一、呪文を用いた描写は無い。
表情のない外観と言葉を話せない性質上、感情が読めずヒムいわく「にぶそー」。だがその巨体を生かして仲間を何度も庇っており、ダイ一行と初めて対決した際にも、完全に虚を突かれて放たれ親衛騎団全滅は決定的と思われたメドローアを、自分が覆いかぶさって仲間を地中に埋め込むという荒業で回避、ポップにも「最短な上に仲間のために自分の命を捨てる覚悟が無いと絶対に思いつかない方法」と評された。実際、仲間を完全に回避させ、核こそ無事だったものの背中側がごっそりと削られ完全に戦闘不能に陥っている。バーンと袂を分かったハドラーを庇うためキャスリングを使って自らの身を身代りにハドラーを救出、最後に仲間に「……ミンナ…ハドラーサマヲ…タノム…!!」と最初で最後の一言を発して命を落とす。
キャスリング時は巨体の中から、ヒム以上に細身な本体が出現し、すさまじいスピードで王=ハドラーと入れ替わる。その後、巨体の「抜け殻」は球状のバリアーに変化し、ハドラーたちを内部に収納して逃がすために使用した。
死の大地がハドラーの体内に埋め込まれた黒の核晶の爆発によって崩壊した際、キャスリングによって仲間たちをかばったと思われる描写があるため、本体が無事であればバリアー化した抜け殻は元通りのボディーに戻るようである。チェスの駒から生まれた戦士はこのような能力を秘めている、という設定である。もっともチェックメイト後のキャスリングはゲームでは反則行為であり、ハドラーに止めを刺し損ねたバーンはそれを指摘しながら残った彼の顔を粉砕した。
- 技 - キャスリング、超怪力

フェンブレン（僧正）
声 - 遊佐浩二
壮年男性風の口調で、一人称は「ワシ」。
普段は他の親衛騎団に合わせているため目立たないが、性格は騎士道精神に溢れた他の親衛騎団と違い、冷酷で残忍かつ弱者を痛めつけることを喜び、執念深い。チウに対して「ワシは残酷なのだ」と言い放つなどフレイザード同様自分の性格の悪さは自覚している。ただし戦う時はおおむね正攻法を使い、どれだけ痛めつけても仲間のために懸命に戦うチウを見て「立派」だと感じる価値観も持っており、他者を痛めつけて喜ぶサディストではあるものの、一対一で戦うことや、相手の闘志に心を揺らすなど、根底ではハドラー親衛騎団としての誇りを強く受け継いでいる。気質は若干異なるものの基本的には他の団員と足並みを乱すことはなく、フレイザードのような自己中心主義でなく主と仲間への絆は本物である。
両腕や頭部を始めとして全身の8割以上が刃物でできているのが彼の最大の武器であり、並の武器で攻撃しても逆に武器の方が切れてしまうほど。またバギ（真空）系呪文も操り、併用して相手を切り刻む戦術を得意とする。必殺技の「ツインソードピニング」は、全身を高速回転させ鋭いドリルと化し、岩石・地面を貫きながら相手の虚をつくように攻撃する。これは斜め方向に自在移動するビショップの能力を備え、神出鬼没でどこからともなく攻撃してくることに由来しているため。
サババでの戦いでは主にポップと対決。全身が刃物という特性に怯えたポップに襲い掛かるがノヴァによって妨害される。このため戦闘らしい戦闘はしておらず、メンバーの中では唯一無傷で帰還した。そのこともあって、ハドラーから死の大地の偵察に来たネズミ（チウ）の相手を命じられる。
獣王遊撃隊を始めにチウを打ち倒し、自分が「残酷」であることを明かす。しかし、ゴメちゃんの体当たりによって顔面をへこまされたことで逆上。ゴメちゃんを庇うチウを散々痛めつけて殺そうとしたが、偶然その場に現れたバランに両目を潰され撤退、その屈辱から復讐心に燃え、バランをターゲットと定める。その復讐心を薄れさせないために、潰された両目はあえて治さなかった。結果として視力は失ったままではあるものの、生体やオリハルコンの位置を感じることは可能。
その後、ハドラーの決戦の邪魔をさせないために、死の大地でポップらを迎え撃つはずであった親衛騎団から離脱。この際、命令無視だけでなく親衛騎団の証であるエンブレムを外し、仲間の元に送っている。仲間や主の意向を無視してまでバランを自分の手で屠ろうと、海底の死の大地の魔宮の門の前でダイとバランの前に立ち塞がる。海中でのバギクロスによる先制攻撃で2人を撹乱し、死角から奇襲をかけてバランを貫く寸前のところまで迫ったが、紙一重の差でダイのアバンストラッシュで頭頂部から真っ二つに切り裂かれて敗れ、自分より強い奴がたくさんいる世界を呪いながら散る。同時にフェンブレンのエンブレムが砕け散り、親衛隊は彼の死を知ることとなった。
ハドラーはフェンブレンの独断行動を、「功名心」や「虚栄心」といった以前の自分に溢れていた側面がいまだに自分に残っており、それが受け継がれたためと否定的な推測をしたが、内心では独断専行を他の親衛騎団メンバーに詫びる言葉を発しており、バランに対する執着は自らが認めた敵に全てを捨てて挑む「武人」としてのハドラーの側面を受け継いだとも取れる。
- 技 - 真空系呪文、ツインソードピニング

シグマ（騎士）
声 - 小林親弘
馬の頭部を持つ騎士。一人称は「私」。武器は「疾風の槍」と、ハドラーから授かったあらゆる呪文をはね返す上に物理的防御力も高い伝説の武具「シャハルの鏡」。
イオ（爆裂）系呪文を操り、主に離れた位置からの牽制攻撃として使用する。また、右手首の内部で圧縮したイオ系エネルギーを相手に押し当て、ゼロ距離で放つ「ライトニングバスター」としても使用する。その性質上片腕で放つが、シグマいわく「イオナズン級の威力」。
八方に跳ぶナイトの駒の能力を備え、マァムをも圧倒する跳躍力と移動スピードを誇る。ハドラーの心の中の「騎士道精神」を強く受け継ぎ、紳士然とした戦士で、相手を過小評価せず常に全力で戦う。戦場においてはどのような弱者であろうと容赦せず、ゴメちゃんを狙って攻撃したこともある。
サババでの戦いでは主にマァムと対決。マァムの拳打をシャハルの鏡で防ぎながら彼女以上のスピードで翻弄した。大魔宮での決戦時は、魔法をはね返せるため相性の良いポップの足止めを受け持つ。思慮深く慎重な性格の持ち主で、今までポップと戦った相手とは違い、秘められたポップの実力を見抜いて強敵と認め、決して油断せず全力で戦いを挑んだ。それゆえポップから「一番戦いづらい相手」と評される。最後の攻防では彼の鏡を逆手に取ってメドローアを反射させようとするポップの行動を読み、反射した呪文を逆にポップに浴びせたが、その呪文は裏の裏をかいたポップのフェイント（メドローアに似せたベギラマ）であった。そしてポップを心配して現れたマァム（ポップにとっての「勝利の女神」）に気を取られてそのことに気付くのが一瞬遅れ、その隙を突かれてポップのメドローアの直撃を胴に受け敗北。自身の戦いに満足し、「ハドラー様もこの敗北を責めまい」と言い残して散る。
ポップとは戦いを通じて互いに素晴らしい好敵手と認め合う感情が芽生えており、決着の後にはポップに対して死にゆく自身の代わりにともにこの戦いの行く末を見届けさせてほしいと「シャハルの鏡」を託している。後にこの「シャハルの鏡」は、真・大魔王バーンとの戦いにおいてバーンの計算を狂わせ呪文をはね返す奇策に使用され、ダイに逆転のチャンスをもたらした。直後に役目を終えたかのように砕け散った鏡に対し、ポップは「ありがとうシグマ」と彼に感謝した。
- 技 - イオ（爆裂）系呪文、 ライトニングバスター

アルビナス（女王）
声 - 田村ゆかり
チェス最強の駒クイーンから生まれた女性の姿の戦士で、長いマントに身を包む。一人称は「私」。敬語かつ落ち着いた女性的な口調で話すが、感情が昂ると高笑いするなど一変する。ギラ（閃熱）系呪文を得意とし、極大閃熱呪文ベギラゴンも使える。普段はベギラゴンを針状にして全身から放つ「ニードルサウザンド」や、口に含んだ毒針を武器に戦うが、マントを畳み手足を展開させた時には縦横斜めに自在移動するクイーンの能力を発揮し、シグマをも凌ぐ圧倒的なスピードと突進力による攻撃や、ベギラゴンのエネルギーを片手に溜めて放つ「サウザンドボール」を得意とする。得意技は、相手の周囲を目にも止まらぬ高速で移動しながら連続攻撃を加えるヒット・アンド・アウェイ戦法だが、これはあまりにも速度が速すぎるため、カウンターされると逆に大ダメージとなってしまう諸刃の剣の戦法である。なお、平時の状態でもヒュンケルの槍裁きを躱すほどのスピードを持つ。また、飛行能力を持つ。
駒にランクはないとしつつも、実質的には親衛隊のリーダー格でありハドラー軍のトップツーにあたり、ハドラー不在時は指揮官としての役割を果たし適切な指示を飛ばす。普段は丁寧かつ冷静な性格だが、ハドラーのためならば手段を一切選ばず、決闘に奇襲の横槍を入れたり、反旗を翻した相手であるバーンにハドラーの助けを乞うつもりだったなど、本性はひたすら一途で直情型。とはいえ基本はハドラーの意向を優先しており、魔牢に幽閉されたザボエラの処刑を進言するもハドラーに諫められたことで取り下げている。
欠点は、親衛騎団の有能さを理解しているが故に相手を侮ること。
サババでの対決では主にヒュンケルを相手取るが、会話がメインであり戦闘らしい戦闘はあまりしていない。
ハドラーとダイとの決戦時には脅威とされていたヒュンケル、ポップ以外のメンバーの足止めを受け持つが、レオナを連れ去ろうとした際にゴメちゃんに邪魔され、結果としてマァム一人を相手にすることになる。密かにハドラーの延命をバーンに頼むつもりでおり、自分たちの戦いは無意味だというマァムの説得にも耳を貸さず、早々に彼女を片付けて自分だけでダイのパーティ全員を倒そうとした。初めてマントを畳んだ真の姿を現し、超スピードでマァムを圧倒。さらに一気に決着をつけようと高速のヒット・アンド・アウェイ戦法でマァムを追い詰めるが、「クイーンは迂闊に動かすな」というチェスの定石を思い出したマァムにその戦法の弱点を見抜かれ、彼女が砕いた魔甲拳の胸部分の無数の破片によるカウンターをまともに直撃してしまう。全身に亀裂が走る大ダメージを負いながらも執念で突進を仕掛けたが、功を焦ったクイーンが返り討ちにあうかのように、猛虎破砕拳のカウンターにより胸部を貫かれて倒れる。最期は、自分の代わりにハドラーの最後の勇姿を見てほしいとマァムに託し、散る。
ハドラーの心の中に微かにあった「愛情」を受け継いでおり、自分は駒であり性別など無意味と否定してはいたが、ハドラーの命に背いてでも彼を死なせまいとした行動は彼を愛している女性そのものだった。また、自分の命が禁呪法で生まれた作り物であることに内心深いコンプレックスを持っており、最期に「想いの強さで人間に敵わなかった」とその内心をマァムに吐露している。ヒュンケルとバランが一騎討ちしている際に、どんな罰も受ける覚悟を持ち彼らの妨害に入ったことにもそれは表れている。だが、このときヒュンケルから受けた傷はハドラーに完全に修復されたうえで戦場に戻ってきており、処罰を受けた描写はない。なお、アルビナスが2人の対決に割って入ろうとした際には、それを理由にハドラーから処罰を受けることをヒムは懸念し、彼女を制止しようとしている。
後に発行されたコンビニでの安価版コミックスでは、ハドラー自身も彼女に僅かながら心を寄せていたことが判明している。
- 技 - 毒針、ギラ（閃熱）系呪文全般、ニードルサウザンド（極大閃熱呪文ベギラゴンを針状にして全身から放ち攻撃）、サウザンドボール（ベギラゴン級のエネルギー〈ニードルサウザンドのエネルギー〉をボール状に収束して相手に投げつける技で、手足を展開した時のみ使用可能。2発同時でなければ連発もできる）

### 最終決戦時の構成員
地上と大魔宮で行われた最終決戦では、バーン側も総力戦となったことから、それまで登場がなかったキャラクターもダイ一行や地上界の戦士達と対峙することになった。
マキシマム（王）
声 - 玄田哲章
バーンのオリハルコン製チェスのキングの駒から生まれた、金属生命体。ハドラーの禁呪法で生み出された親衛騎団とは異なり、元々自我を持つリビングピース（生きている駒）という種族のモンスターである。345歳。王らしい髭を生やした風貌と恰幅の良い巨体の持ち主で、一人称は「我輩」。ハドラー親衛騎団分を除いた残りの駒から生み出されたオリハルコン製金属生命体軍団（後述）を統括する。
チェスの司令塔であるキングの駒の特性を反映し、自身の戦闘力は精鋭ぞろいの魔王軍幹部の中ではさほど高くないが（隣接するどの方向にも1マス動けるキングの駒を反映した「ポーンとは威力が違う」と自称する剛腕がある程度）、周囲の駒を操って戦わせる能力と、相手の体力や内部の状態を読み取るスキャン能力を持つ。また、悪魔の目玉から収集・蓄積された過去の魔王軍の戦闘データを参照することができ、相手に合わせた作戦を編み出すのに利用する。
「大魔宮最強の守護神」を自称し、絶対勝利を常とすると豪語するが、実際の戦術は魔宮に侵入した敵のうち消耗した者だけを狙ってオリハルコン軍団で始末するという味方の手柄を横取りするようなやり方（相手の隙を付いて取れそうな駒を少ないリスクで取っていくという手法でいえば、ある意味チェスの王道手段ではある）で、反りの合わないミストバーンに対してわざと加勢を遅らせてやろうとするなど下劣な性格でもあり、ヒムには「まるでハゲタカかハイエナ」、ヒュンケルには「クズ、生かしておく値打ちもない」と罵倒された。
最終決戦時、死闘の直後で消耗し切っていたヒュンケルとヒムの前に現れ、二人を倒そうとしたが、ヒュンケルの奮戦とラーハルトの参入で手駒を全て失う。自身もラーハルトに切り刻まれており、そのことに気付かず（ヒムに指摘されたがハッタリと決め付け）一人逃げようとして飛び上がった瞬間、粉々に吹っ飛んだ。ヒムは彼を「正真正銘のバカ」と呼び、自分が“確率8分の1”の幸運でハドラーの部下に生まれたことに心底感謝した。また、ミストバーンも彼を普段から「掃除屋」と軽蔑しており、「手負いの猛獣とネズミの区別もつかない愚か者」とその最期を酷評した（『週刊少年ジャンプ』掲載当時の柱書きでも、逃げる前にスキャン能力でヒムの指摘の真偽を確認しなかったことでバカにされていた）。
- 技 - アクセス、キングスキャン、スーパースキャン

オリハルコン製金属生命体軍団
親衛騎団に選ばれなかった駒から編成されている。自我を持たずマキシマムの指示が無い限り一切動くことはない、文字通りの駒。それもあって戦闘力は親衛騎団の足元にも及ばず、ほとんどの駒がヒュンケルとの戦いで一方的に倒され、残る兵士5体もラーハルトのハーケンディストールにまとめて両断された。
| 駒の種類 | 個体数 |
| -------- | ------ |
| 騎士     | 1体    |
| 僧正     | 1体    |
| 城兵     | 1体    |
| 兵士     | 7体    |
| 女王     | 無し   |

ゴロア
声 - 高戸靖広
魔力炉（声 - 越後屋コースケ）の管理を担当するモンスター。「〜だムーン」が口癖。一人称は「ワシ」。読者の投稿を元に制作された。
上半身はトロルに似るが4腕、下半身の太鼓を打つことで出る重力波により魔力炉を抑制するが、ミナカトールによりバーンからの魔力の供給を断たれ魔力を欲した魔力炉を抑え切れずにいた。小心者だが出世に貪欲であり、本来は魔力炉を抑えるためにバーンから与えられたものである重力波操作能力を、ダイを倒すために用いる。その重力波攻撃でダイを思わぬ苦戦に追い込むが、ダイが双竜紋に目覚めたことによりあっさり形勢逆転される。自らを魔力炉と同化させて反撃を試みるものの（ダイがさらなる未知の力を覚醒させてしまったことはバーンにとって全くの計算外であり、さらなるレベルアップを避けるため魔力炉を失っても構わないからこれ以上刺激するなと命令したが、ゴロアは聞き入れなかった）、魔力炉ごとドルオーラを受けて敗北。元々は小さなドラムのようなモンスター「ドラムーン」にバーンの鬼眼の力を加えた魔物で、それ故ドラムーンのゴロアと呼ばれる。魔力炉を吹き飛ばされた際に魔力を失ったのか元の姿に戻り、逃げて行った。バーンパレス崩壊後の生死は不明。
鳥獣魔人属のモンスター
声 - 佐々木義人
姿は『ドラゴンクエストVI』以降の作品で登場した鳥獣魔人属（ジャミラス、サイレス、エビルホーク、ゲルバトロス、イビルビーストなど）と同様の容姿をしているが、色が不明なため、どれにあたるかは不明。2020年版のアニメのクレジットでは、ジャミラスとされていた。
黒の核晶の氷結を防ぐため、オーザムの柱（ピラア）を守護していた魔物。炎を身にまとう。バーンへの忠誠心が非常に高く、自分が爆発で吹き飛ぶことを承知で黒の核晶を守っていた。黒の核晶を止めに駆けつけたニセ勇者一行と対峙、自分に殺されるか、共に爆発に巻き込まれるかの二択を迫ったが（2020年版アニメでは、爆発を待たず焼殺しようとした）同じく駆けつけていたマトリフの接近に気付かず、「時間がねえんだ。おまえが消えな」と告げられ、至近距離でメドローアの直撃を受けて消滅した。
おにこぞうA、B
ミナカトール攻防戦で、ザボエラが引き連れてきた魔界のモンスターの2体。チウと対戦し、最初は舐めてかかっていたが、何度やられても立ち上がってくる彼の不屈の闘志と、正義の勝利を信じて疑わない自信に気圧され、周囲の仲間が全て倒されたこともあってついに戦意を失い降参する。その後、ザボエラが超魔ゾンビのパーツとするために周囲のモンスターを皆殺しにした際、チウに助けられて生き残る。超魔ゾンビが敗れた後は自分たちの処遇を心配していたが、獣王遊撃隊のメンバーに加えてもらえることをチウに約束され、感激していた。2020年版アニメでは出番がほぼカットされており実質、登場していない（獣王遊撃隊と共にいる、降伏したと思しき姿が僅かに出ている程度）。

## 勇者アバンの時代の第三勢力
『勇者アバンと獄炎の魔王』10話では、ハドラーが魔王だった時代、地上ではハドラーの配下とならない第三勢力のモンスターも多く割拠し地上の覇権を目指したとされている。後述するヴェルザーも、ハドラーと同時期に魔界から地上侵攻しようとしていたため、この第三勢力に該当する。
ザボエラ&ザムザ
後の妖魔士団長とその息子。他の勢力と異なり、その配下には加わってはいないものの、ハドラーの協力者的な立場になっていた。
クロコダイン
YouTubeのダイ好きTVでの三条陸への質問への解答によると、ハドラーが魔王の時代は、地上で武者修行をしていたとのこと。

### オトギリ姫とその配下
『勇者アバンと獄炎の魔王』で登場。
オトギリ姫
人魚。「魔物達が覇権争いをする時代に脆弱な人間に生存権は無い」として躊躇なく殺す程に残忍な性格。ウルス村付近の海底宮殿を拠点とし、強い男と結婚すべく配下の魔物を倒した男性を拉致して、求婚を迫っている。
その正体は深海の大魔獣クイーンマーマン。同族からも恐れられ、魔力によって美しい人魚の姿に己を変えているが、怒りが沸き立つと変身が解ける。水流を魔力で操つる攻防一体の技・スプラッシュベール、電撃鞭となる髪、凍てつく息、怪力を繰り出す強力な魔物。
巨大ガニラス
オトギリ姫配下の巨大モンスター。アバン・レイラ・ロカ・マトリフの連携により倒される。
ぐんたいガニ
オトギリ姫配下のモンスター。ウルス村周辺によく現れるとされている。
『ダイの大冒険』の旧アニメ版では、偽勇者一行との戦闘中、ゴメちゃんの檻を守り、その檻を斬りゴメちゃんを解放する役目を担った（原作漫画で、この役目を担ったのはラリホービートル）。

### 幽霊騎士団（ゴーストナイツ）
スピンオフ『勇者アバンと獄炎の魔王』に登場する、各地の戦場に現れては消えるという、幻の強奪集団。主に幽霊型の魔物を中心に構成され、煙のように現れては悪逆を繰り返しており、アバンも噂でしか存在を知らなかった。
暗黒の騎士ドルディウス
幽霊騎士団の団長で、鎧に邪悪な魂が宿った騎士型のモンスター。通常の騎士型モンスターより遥かに巨大な黒色の甲冑に宿って、パワーもずば抜けている。自分たち幽霊型の魔物を格下と蔑む魔族と竜を忌み嫌っており、彼らを見返そうと魔王ですら手に余るアバンの命を狙う。まずは部下のフューレを刺客として放つも、暗殺が失敗したことで自身がアバン討伐に乗り出す。
凍れる時間の秘法が解除されて間もないアバンを幽霊騎士団を率いて襲撃するが、空裂斬の完成によって遂に完成したアバンストラッシュによって消し去られたかに見えた。しかし、瀕死の状態でわずかに生き残っていた幽霊騎士団の仲間たちを吸収して、使える鎧を組み合わせ辛うじて一体の鎧の騎士となってアバンに襲い掛かる。空裂斬でのダメージで自身が直に死ぬことを悟っており、魔炎気と化した状態でアバンを道連れに鎖でアバンの動きを封じて、自身もろともアバンを川に引きずり込むが、水中でアバンがとっさに閃いて発動したグランドクルスを受けて消滅した。
フューレ
幽霊騎士団の一員で、ヘルゴーストの変異種。本体は首のみで、融合した鎧を身体にしている。あらゆる呪文を跳ね返す『暗黒のマント』を装着しており、毒塗りの暗殺剣も使って手練れの暗殺者として暗躍する。
ドルディウスの命令で、ハドラーとアバンにかけられた凍れる時間の秘法が解除される数週間前からアバンの命を狙って、凍結したアバンが保管されていたアバンの実家ジニュアール邸を監視していた。そして、凍結したハドラーの身体が奪われたことを知ったマトリフが凍結したアバンの身体を、ホルキア大陸にある自身の隠れ家に移すとフローラとドリファンに語っていたのを盗み聞きし、その居場所を突き止める。
その数週間後、遂に凍れる時間の秘法が解除された直後のアバンを襲撃するが、アバンがカウンターとして放った海波斬を鎧にくらって、形勢不利と判断して撤退する。その夜、合流した幽霊騎士団と共にアバンたちを襲撃するが、マトリフによって『暗黒のマント』をフューレの足下に叩き付けられた真空呪文バギで空中に巻き上げられた上に、マトリフが完成させていたメドローアをくらって幽霊騎士団の大半と共に消滅した。

### ベルクス
スピンオフ『勇者アバンと獄炎の魔王』に登場する、歴代の魔界最高の名工として名高い伝説の鍛冶一族であるベルク一族が製作した、意思を持った武器の集団。ベルク一族が製作した武具はロン・ベルクが作った武具のように意思が宿っているが、ごくまれにその意思が増大して確固たる意思を宿した上に、言語を話す様になったはぐれ武器が徒党を組むようになった。武器である自分たちを使いこなす為の使い手の肉体を乗っ取って操るようになり、メンバー全員が乗っ取った肉体に獣の仮面を被せている。それぞれのはぐれ武器が固有の特殊能力を持っており、その能力を使用した必殺技を放てる。魔王ハドラーを倒した勇者アバンの肉体を狙っている。
魔剣のライゼ
豹の仮面を被った人間の男性を操る魔剣型のベルクスのメンバーで、魔王ハドラーを倒した後に実家のジニュアール邸で自身の今後に悩んでいたアバンが庭を散歩していた際に、アバンの前に現れる。
魔槍のフーガ
鳥の仮面を被った人間の男性を操る魔槍型のベルクスのメンバーで、ベンガーナ王国のチュゴナの遺跡を調べていたアバンの前に現れる。
魔重剣のスイグン
牛の仮面を被った巨漢の男性を操る、黒い大剣型のベルクスのメンバーで、アバンに手こずるフーガが操る人間の頭をつかんで制止する。
魔妖剣のテンペスト
狐の仮面を被った女性とおぼしき肉体を操る、鞭のように操る細身の魔剣型のベルクスのメンバーで、アバンに手こずるフーガの本体である魔槍を制止する。
魔斧のグロイサン
犀の仮面を被った巨漢の男性を操る魔斧型のベルクスのメンバーで、魔王ハドラーが倒された後に地上最強の獣人と名高いクロコダインの肉体を得る為に、クロコダインと死闘を行う。しかし、互いの一撃でクロコダインの愛用の斧を砕いた代償として本体である魔斧も大きく損傷したことで撤退するが、魔斧の損傷が致命的だったことで途中で力尽きて死亡する。
魔鎖のタークス
ガゼルの仮面を被った細身の男性を操る魔鎖型のベルクスのメンバーで、ベルクスの天秤役を自称する。
魔弓のヒヒ
猿の仮面を被った老人の男性を操る魔弓型のベルクスのメンバーで、乗っ取った老人が占いの能力を持っていた為に、占いでアバンの居場所を見つけることができる。
魔甲のベアーチェ
パンダの仮面を被った大柄の獣人と思われる男性を操る魔甲型のベルクスのメンバーで、ベルクスのメンバーが乗っ取った肉体が損傷した際に、その肉体を修復する能力を持つ。

## 所属不明
『ダイの大冒険』およびスピンオフ『勇者アバンと獄炎の魔王』では、複数の組織に所属していたモンスターも存在する。自身の軍団崩壊後にバーンの下についたハドラーや、他に主を持ちながらバーンへの刺客も兼ねて所属していたキルバーンは除いたとしても、後述の悪魔の目玉などを代表に、1種族が複数の組織に所属していた例がいくつかある。これらが、単にその種族がそれぞれの組織に所属していた（あるいは、雇われていた）だけの可能性もあるが、同一個体が所属組織を転々としていた可能性やキルバーンのように別に主がいる可能性も否定できないため、こちらにまとめて記述する。
なお、それらとは別に、バーサーカーなどのように、勇者たちとは敵対しているものの、魔王軍に所属しているのかは不明なモンスターも記述する。
しにがみ
RPG『ドラゴンクエストII 悪霊の神々』で、シリーズ初登場したモンスター。
瀕死の状態となった敵幹部を運ぶシーンに登場。なお、現在のところ、しにがみの名に反して、運ばれたメンバーは、皆、何かしらの形で復活している。アバンおよびダイたちの勇者一行との戦闘描写は無い。
『勇者アバンと獄炎の魔王』では、アバンに斬られたキギロの種子を回収した。Vジャンプ2021年7月号の『モンスター研究』では、「魔王軍配下の魔物（モンスター）」と明記されている。
『ダイの大冒険』では、クロコダインの身体を棺桶に入れて運んでいった。
バーサーカー
RPG『ドラゴンクエストII 悪霊の神々』で、シリーズ初登場したモンスター。
漫画では外伝『勇者アバンと獄炎の魔王』に登場。原作『ダイの大冒険』には登場しない。
ヨミカイン遺跡を巣窟としているモンスター。
ロカに仲間を倒された際、すぐに撤退したことから、Vジャンプ2021年7月号の『モンスター研究』では、仲間思いのところもあるとされている。

### 悪魔の目玉
声 - 越後屋コースケ
RPG『ドラゴンクエストII 悪霊の神々』で、シリーズ初登場したモンスター。ゲームでの表記は「あくまのめだま」。Vジャンプ2021年7月号の『モンスター研究』でも「あくまのめだま」と表記されている。
本作中での悪魔の目玉は、同族同士で視聴覚情報をやりとりする能力を持ち、世界各地で魔王軍の戦場監視や通信網を担っている。
妖魔士団のザボエラが使役している描写が目立つが、ゲームでの登場作品では魔法は使用できない。また、妖魔士団ではないマキシマムが悪魔の目玉の情報をインプットしていたり、バーンパレスが浮上した際にはバーンがミストバーンに命じて出撃させて魔宮内を調査させたり、ハドラーが魔王だった時代にも、ガンガディアが情報入手のために利用していたりと、所属が不明な部分がある。
おおめだまと悪魔の目玉の能力を併せ持つモンスター
『勇者アバンと獄炎の魔王』に登場。おおめだまの機敏性と、悪魔の目玉の情報収集能力を持つモンスター。
ジャングルの奥地で研究を続けるザボエラが、ハドラーに売り付ける。ハドラーは、配下のガンガディアが禁呪法でモンスター同士を合成させたモンスターを作り出していることを知っていたため、禁呪法で作り出したと予想したが、実際はザムザが超魔生物の研究の過程で作り出したものであった。
アバンがオトギリ姫を倒した後、ウルス村の酔った老人の思考を読み取って、アバン一行がサババに向かったことを探り出して、その後ハドラーの命令でサババに向かった。そして、サババでアバンとレイラを発見するが、その視線に気付いた（アバンと）レイラに逆に発見される。そして、レイラを悪魔の目玉の触手と甘い息で拘束するが、遅れて駆け付けたアバンの海波斬をくらって倒されて、禁呪法で合成された代償から肉体が崩壊して消滅した。

## ヴェルザーとその配下
ヴェルザー（冥竜→冥竜王）
声 - 中尾隆聖
バーンと魔界を二分する勢力であった竜族の王であり、最後の智慧ある竜。一人称は「オレ」。姿は作中では下記の通り石化され、本来の姿で登場する回想シーンでも黒く塗りつぶされているためはっきりとは描かれていないが、ゲームでは巨大な黒竜として登場する。
数百年前に雷竜ボリクスとの「真竜の闘い」と呼ばれる死闘を制し、「冥竜王」の称号を得た。ラーハルトをして、「ヴェルザーと比べればハドラーなど黙殺しても仕方のない小物」と言わしめるほどの力を持つ。又、ラーハルトはヴェルザーが率いた勢力を「ヴェルザー一族」と呼んでいる。
バーンとはお互いに魔界における実力者として対立関係にあったが、魔族や竜族を魔界に押し込めた神々を憎む気持ちは一致するところであったため、数百年前に「各々に神になるための戦略を進め、成功した方に従う」という協定をバーンと交わした。その際に監視役兼暗殺の目的でキルバーンを友好の証と称して、バーンの元に送った。ただし、バーンが地上の消滅を最終目的としていたのに対し、ヴェルザーは地上を手に入れ支配することを目論んでおり、両者の思惑には違いがあった。バーンの地上消滅計画を察知し（ハドラー軍が地上を征服しようとしていた頃）先手を打って地上に侵攻しようとするが、これを阻止せんとするバランと激戦となる。バランを葬らんと黒の核晶を投入するも、バランを討ち漏らした挙句、自身の勢力圏であった魔界の大陸の一つをその爆発で消滅させてしまうという痛恨事となった。最終的にバランとの死闘で敗れる。不死身の魂の持ち主であるため、本来ならば時を経て蘇ることができたが、天界の精霊たちに魂を封じ込められ、石と化して魔界の奥地に幽閉される。
竜にしては、欲深くて人間臭い面を持ち、最終話でキルバーン（ピロロ）には「あの方は竜らしくないんだ。人間みたいに欲深い」と陰口を言われた。
キルバーン（死神）
声 - 田中秀幸 / 吉野裕行
ヴェルザーの命により、大魔王バーンの下へと派遣された謎の人物。常に、道化師のような服装に身を包んでいる。
ピロロ（使い魔）
声 - 江森浩子 / 吉野裕行
キルバーンと常に行動を共にする一つ目ピエロタイプの使い魔。一人称は「ボク」。
キルバーンと同じように、他人をからかって怒らせたりすることを好む。普段は無邪気な悪戯小僧のように振舞っているが、ハドラーの傷を塞いで黒の核晶を隠したり、アバンとの戦いでキルバーンが危機に陥った際にはアバンに助けを乞う振りをして騙し討ちしようとするなど、キルバーン同様に邪悪な本性の持ち主。自分で戦うことはないが、回復呪文や氷系呪文などを使うことは出来る。また、キルバーンがバランに胴斬りにされた際には、隠し持っていた粉を振りかけて彼を復活させている。
アバンがキルバーンを倒した際に使い魔だけでは何もできないだろうと放置されたが、実はピロロこそ「本物のキルバーン」であり「死神キルバーン」は機械人形（バーンを抹殺するために黒の核晶を仕込んだ道具）に過ぎなかった。それを操り、声音を変えて話していたのが「ピロロ」であった。ピロロ曰く「腹話術の逆バージョン」。バーンとの戦いを終えて安堵したダイ一行の前で正体を明かし、人形に内蔵されている黒の核晶の起爆装置を作動させる。勝利を確信し、絶望と衝撃を受けるダイ一行を嘲笑いつつ、自身は巻き添えを食う前に魔界へ逃げ帰ろうとした。しかし、アバンのゴールドフェザーに動きを封じられた上で、マァムの閃華裂光拳を受け死亡。絶命の前に「もう（爆発を止めるのは）アウトだ」と捨て台詞を残すが、地上への爆発の被害はダイとポップの捨て身の行動で阻止された。
第二作のアニメでは、原作者の指示により絶命前にリリルーラを使用して魔界に戻った事が示唆される描写に変更されていた。

## ボリクスの勢力
ボリクス（雷竜）
声 - 相馬康一
かつてヴェルザーと、魔界の竜族の覇権を争った強力な竜。本編の数百年前に「真竜の闘い」で、冥竜ヴェルザーに敗北する。実力が伯仲していた両者の戦いは、魔界でも語り継がれるほど激しいものだった。ヴェルザーに近い体躯を有していたようだが二股の尾を持ち手の指も2本であるのが特徴（ヴェルザーは通常の尾で手の指は4本）。ヴェルザーとほぼ等しい実力を有していたというボリクスも、ヴェルザー同様に智慧ある竜だった可能性があるが、劇中で明言はされていない。